# Playoffs NBA 2022
Pour un article plus général, voir Playoffs NBA.
Navigation
Playoffs 2021 Playoffs 2023
Les playoffs NBA 2022 sont les séries éliminatoires (en anglais : playoffs) de la saison NBA 2021-2022.

## Règlement
Les 6 premiers de chacune des deux conférences (Est et Ouest) se qualifient directement pour les playoffs.
Les équipes classées de la 7e à la 10e place, jouent un mini tournoi appelé Play-in tournament. 
- Les équipes classées 7e et 8e se rencontrent sur un match gagnant. Le vainqueur se qualifie pour les playoffs en 7e position du classement et affrontera le 2e de la conférence. Le perdant rencontrera le gagnant du match ente les 9e et 10e.
- Les équipes classées 9e et 10e se rencontrent sur un match gagnant. Le vainqueur affrontera le perdant du match opposant les 7e et 8e. Le perdant est définitivement éliminé de la course aux playoffs et se classera 10e de la conference.
- Le perdant du match opposant les 7e et 8e rencontre le gagnant du match opposant les 9e et 10e sur un match gagnant. Le vainqueur se qualifie pour les playoffs à la 8e place et rencontre le leader de la conférence. Le perdant est définitivement éliminé de la course aux playoffs et se classera 9e de la conférence.

Les 8 équipes qualifiées de chaque conférence sont classées de 1 à 8 selon leur nombre de victoires.
Les critères de départage des équipes sont :
1. équipe championne de division par rapport à une équipe non championne de division
2. face-à-face
3. bilan de division (si les équipes sont dans la même division)
4. bilan de conférence
5. bilan face aux équipes qualifiées en playoffs situées dans la même conférence
6. bilan face aux équipes qualifiées en playoffs situées dans l'autre conférence
7. différence générale de points.

Au premier tour, l'équipe classée numéro 1 affronte l'équipe classée numéro 8, la numéro 2 la 7, la 3 la 6 et la 4 la 5.
En demi-finale de conférence, l'équipe vainqueur du match entre la numéro 1 et la numéro 8 rencontre l'équipe vainqueur du match entre la numéro 4 et la numéro 5 et l'équipe vainqueur du match entre la numéro 2 et la numéro 7 rencontre l'équipe vainqueur du match entre la numéro 3 et la numéro 6.
Les vainqueurs des demi-finales de conférence s'affrontent en finale de conférence. Les deux équipes ayant remporté la finale de leur conférence respective sont nommées championnes de conférence et se rencontrent ensuite pour une série déterminant le champion NBA.
Chaque série de playoffs se déroule au meilleur des 7 matches, la première équipe à 4 victoires passant au tour suivant. Dans chaque série, l'avantage du terrain est attribué à l'équipe ayant le plus de victoires, quel que soit son classement à l'issue de la saison régulière.
Les séries se déroulent de la manière suivante :
| Match | Équipe recevant |
| ----- | --------------- |
| 1     | Meilleur bilan  |
| 2     | Meilleur bilan  |
| 3     | Moins bon bilan |
| 4     | Moins bon bilan |
| 5     | Meilleur bilan  |
| 6     | Moins bon bilan |
| 7     | Meilleur bilan  |

## Équipes qualifiées
| Phoenix Miami Memphis Dallas Milwaukee Boston Philadelphie San Francisco Salt Lake City Chicago Toronto Denver Atlanta La Nouvelle-Orléans Brooklyn Minneapolis |

### Conférence Est
| Rang | Équipe                 | Bilan | Obtention        | Obtention         | Obtention         | Obtention                       | Obtention          |
| Rang | Équipe                 | Bilan | Place en Play-in | Place en playoffs | Titre de division | Meilleur bilan de la conférence | Meilleur bilan NBA |
| ---- | ---------------------- | ----- | ---------------- | ----------------- | ----------------- | ------------------------------- | ------------------ |
| 1    | Heat de Miami          | 53-29 | –                | 30 mars           | 19 mars           | 7 avril                         | –                  |
| 2    | Celtics de Boston      | 51-31 | –                | 31 mars           | 10 avril          | –                               | –                  |
| 2    | Bucks de Milwaukee     | 51-31 | –                | 31 mars           | 5 avril           | –                               | –                  |
| 2    | 76ers de Philadelphie  | 51-31 | –                | 3 avril           | –                 | –                               | –                  |
| 5    | Raptors de Toronto     | 48-34 | –                | 5 avril           | –                 | –                               | –                  |
| 6    | Bulls de Chicago       | 46-36 | –                | 5 avril           | –                 | –                               | –                  |
| 7    | Nets de Brooklyn       | 44-38 | 3 avril          | 12 avril          | –                 | –                               | –                  |
| 8    | Cavaliers de Cleveland | 44-38 | 5 avril          | –                 | –                 | –                               | –                  |
| 9    | Hawks d'Atlanta        | 43-39 | 5 avril          | 15 avril          | –                 | –                               | –                  |
| 10   | Hornets de Charlotte   | 43-39 | 3 avril          | –                 | –                 | –                               | –                  |

### Conférence Ouest
| Rang | Équipe                          | Bilan | Obtention        | Obtention         | Obtention         | Obtention                       | Obtention          |
| Rang | Équipe                          | Bilan | Place en Play-in | Place en playoffs | Titre de division | Meilleur bilan de la conférence | Meilleur bilan NBA |
| ---- | ------------------------------- | ----- | ---------------- | ----------------- | ----------------- | ------------------------------- | ------------------ |
| 1    | Suns de Phoenix                 | 64-18 | –                | 9 mars            | 22 mars           | 24 mars                         | 24 mars            |
| 2    | Grizzlies de Memphis            | 56-26 | –                | 24 mars           | 30 mars           | –                               | –                  |
| 3    | Warriors de Golden State        | 53-29 | –                | 3 avril           | –                 | –                               | –                  |
| 4    | Mavericks de Dallas             | 52-30 | –                | 30 mars           | –                 | –                               | –                  |
| 5    | Jazz de l'Utah                  | 49-33 | –                | 5 avril           | 10 avril          | –                               | –                  |
| 6    | Nuggets de Denver               | 48-34 | –                | 7 avril           | –                 | –                               | –                  |
| 7    | Timberwolves du Minnesota       | 46-36 | 7 avril          | 12 avril          | –                 | –                               | –                  |
| 8    | Clippers de Los Angeles         | 42-40 | 31 mars          | –                 | –                 | –                               | –                  |
| 9    | Pelicans de La Nouvelle-Orléans | 36-46 | 5 avril          | 15 avril          | –                 | –                               | –                  |
| 10   | Spurs de San Antonio            | 34-48 | 5 avril          | –                 | –                 | –                               | –                  |

## Play-in tournament
| Play-in tournament de la Conférence Est |                          |                          |                          |  |                        |                        |                        |  |   |         |                        |                        |  |
|                                         |                          |                          |                          |  |                        |                        |                        |  |   |         |                        |                        |  |
|                                         | Match pour la 7e place   |                          |                          |  |                        |                        |                        |  |   |         |                        |                        |  |
|                                         | 7                        | Brooklyn                 | 115                      |  |                        |                        |                        |  |   |         | Qualifiées en playoffs | Qualifiées en playoffs |  |
| 8                                       | Cleveland                | 108                      |                          |  | Match pour la 8e place | Match pour la 8e place | Match pour la 8e place |  |   | 7       | Brooklyn               |                        |  |
|                                         |                          |                          |                          |  | 8                      | Cleveland              | 101                    |  | 8 | Atlanta |                        |                        |  |
|                                         | Barrage pour la 8e place | Barrage pour la 8e place | Barrage pour la 8e place |  | 9                      | Atlanta                | 107                    |  |   |         |                        |                        |  |
|                                         | 9                        | Atlanta                  | 132                      |  |                        |                        |                        |  |   |         |                        |                        |  |
| 10                                      | Charlotte                | 103                      |                          |  |                        |                        |                        |  |   |         |                        |                        |  |

| Play-in tournament de la Conférence Ouest |                          |                          |                          |  |                        |                        |                        |  |   |                     |                        |                        |  |
|                                           |                          |                          |                          |  |                        |                        |                        |  |   |                     |                        |                        |  |
|                                           | Match pour la 7e place   |                          |                          |  |                        |                        |                        |  |   |                     |                        |                        |  |
|                                           | 7                        | Minnesota                | 109                      |  |                        |                        |                        |  |   |                     | Qualifiées en playoffs | Qualifiées en playoffs |  |
| 8                                         | LA Clippers              | 104                      |                          |  | Match pour la 8e place | Match pour la 8e place | Match pour la 8e place |  |   | 7                   | Minnesota              |                        |  |
|                                           |                          |                          |                          |  | 8                      | LA Clippers            | 101                    |  | 8 | La Nouvelle-Orléans |                        |                        |  |
|                                           | Barrage pour la 8e place | Barrage pour la 8e place | Barrage pour la 8e place |  | 9                      | La Nouvelle-Orléans    | 105                    |  |   |                     |                        |                        |  |
|                                           | 9                        | La Nouvelle-Orléans      | 113                      |  |                        |                        |                        |  |   |                     |                        |                        |  |
| 10                                        | San Antonio              | 96                       |                          |  |                        |                        |                        |  |   |                     |                        |                        |  |

### Conférence Est

#### Play-in pour les7eet8eplaces

##### (7)Nets de Brooklynvs.Cavaliers de Cleveland(8)
| 12 avril 2022 19h00 EDT | Rapport | Cavaliers de Cleveland 108, Nets de Brooklyn 115   | Cavaliers de Cleveland 108, Nets de Brooklyn 115 | Cavaliers de Cleveland 108, Nets de Brooklyn 115    |  | Barclays Center, Brooklyn, New York Affluence : 17 732 Arbitres : JB DeRosa, Curtis Blair, Kane Fitzgerald, Tyler Ford | TNT |
| 12 avril 2022 19h00 EDT | Rapport | Score par quart-temps : 20-40, 23-17, 30-28, 35-30 |                                                  |                                                     |  | Barclays Center, Brooklyn, New York Affluence : 17 732 Arbitres : JB DeRosa, Curtis Blair, Kane Fitzgerald, Tyler Ford | TNT |
| 12 avril 2022 19h00 EDT | Rapport | Score par mi-temps : 43-57, 65-58                  |                                                  |                                                     |  | Barclays Center, Brooklyn, New York Affluence : 17 732 Arbitres : JB DeRosa, Curtis Blair, Kane Fitzgerald, Tyler Ford | TNT |
| 12 avril 2022 19h00 EDT | Rapport | Darius Garland, 34 Kevin Love, 13 Rajon Rondo, 9   | Points Rebonds Passes d.                         | Kyrie Irving, 34 Brown, Claxton, 9 Kyrie Irving, 12 |  | Barclays Center, Brooklyn, New York Affluence : 17 732 Arbitres : JB DeRosa, Curtis Blair, Kane Fitzgerald, Tyler Ford | TNT |

Matchs de saison régulière
Brooklyn remporte la série 3 à 1.
| 17 novembre 2021 | Rapport | Cavaliers de Cleveland 99, Nets de Brooklyn 109 | Cavaliers de Cleveland 99, Nets de Brooklyn 109 | Cavaliers de Cleveland 99, Nets de Brooklyn 109 |  | Barclays Center, Brooklyn, New York |

| 22 novembre 2021 | Rapport | Nets de Brooklyn 117, Cavaliers de Cleveland 112 | Nets de Brooklyn 117, Cavaliers de Cleveland 112 | Nets de Brooklyn 117, Cavaliers de Cleveland 112 |  | Rocket Mortgage FieldHouse, Cleveland, Ohio |

| 17 janvier 2022 | Rapport | Nets de Brooklyn 107, Cavaliers de Cleveland 114 | Nets de Brooklyn 107, Cavaliers de Cleveland 114 | Nets de Brooklyn 107, Cavaliers de Cleveland 114 |  | Rocket Mortgage FieldHouse, Cleveland, Ohio |

| 8 avril 2022 | Rapport | Cavaliers de Cleveland 107, Nets de Brooklyn 118 | Cavaliers de Cleveland 107, Nets de Brooklyn 118 | Cavaliers de Cleveland 107, Nets de Brooklyn 118 |  | Barclays Center, Brooklyn, New York |

##### (9)Hawks d'Atlantavs.Hornets de Charlotte(10)
| 13 avril 2022 19h00 EDT | Rapport | Hornets de Charlotte 103, Hawks d'Atlanta 132      | Hornets de Charlotte 103, Hawks d'Atlanta 132 | Hornets de Charlotte 103, Hawks d'Atlanta 132  |  | State Farm Arena, Atlanta, Géorgie Affluence : 18 137 Arbitres : James Capers, James Williams, Jacyn Goble | ESPN |
| 13 avril 2022 19h00 EDT | Rapport | Score par quart-temps : 23-32, 29-28, 24-42, 27-30 |                                               |                                                |  | State Farm Arena, Atlanta, Géorgie Affluence : 18 137 Arbitres : James Capers, James Williams, Jacyn Goble | ESPN |
| 13 avril 2022 19h00 EDT | Rapport | Score par mi-temps : 52-60, 51-72                  |                                               |                                                |  | State Farm Arena, Atlanta, Géorgie Affluence : 18 137 Arbitres : James Capers, James Williams, Jacyn Goble | ESPN |
| 13 avril 2022 19h00 EDT | Rapport | LaMelo Ball, 26 Cody Martin, 6 LaMelo Ball, 7      | Points Rebonds Passes d.                      | Trae Young, 24 Clint Capela, 17 Trae Young, 10 |  | State Farm Arena, Atlanta, Géorgie Affluence : 18 137 Arbitres : James Capers, James Williams, Jacyn Goble | ESPN |

Matchs de saison régulière
Égalité dans la série 2 à 2.
| 20 novembre 2021 | Rapport | Hornets de Charlotte 105, Hawks d'Atlanta 115 | Hornets de Charlotte 105, Hawks d'Atlanta 115 | Hornets de Charlotte 105, Hawks d'Atlanta 115 |  | State Farm Arena, Atlanta, Géorgie |

| 5 décembre 2021 | Rapport | Hornets de Charlotte 130, Hawks d'Atlanta 127 | Hornets de Charlotte 130, Hawks d'Atlanta 127 | Hornets de Charlotte 130, Hawks d'Atlanta 127 |  | State Farm Arena, Atlanta, Géorgie |

| 23 janvier 2022 | Rapport | Hawks d'Atlanta 113, Hornets de Charlotte 91 | Hawks d'Atlanta 113, Hornets de Charlotte 91 | Hawks d'Atlanta 113, Hornets de Charlotte 91 |  | Spectrum Center, Charlotte, Caroline du Nord |

| 16 mars 2022 | Rapport | Hawks d'Atlanta 106, Hornets de Charlotte 116 | Hawks d'Atlanta 106, Hornets de Charlotte 116 | Hawks d'Atlanta 106, Hornets de Charlotte 116 |  | Spectrum Center, Charlotte, Caroline du Nord |

##### (8)Cavaliers de Clevelandvs.Hawks d'Atlanta(9)
| 15 avril 2022 19h30 EDT | Rapport | Hawks d'Atlanta 107, Cavaliers de Cleveland 101    | Hawks d'Atlanta 107, Cavaliers de Cleveland 101 | Hawks d'Atlanta 107, Cavaliers de Cleveland 101            |  | Rocket Mortgage FieldHouse, Cleveland, Ohio Affluence : 19 432 Arbitres : Zach Zarba, Eric Lewis, Tre Maddox, Ben Taylor | ESPN |
| 15 avril 2022 19h30 EDT | Rapport | Score par quart-temps : 25-36, 26-25, 33-23, 23-17 |                                                 |                                                            |  | Rocket Mortgage FieldHouse, Cleveland, Ohio Affluence : 19 432 Arbitres : Zach Zarba, Eric Lewis, Tre Maddox, Ben Taylor | ESPN |
| 15 avril 2022 19h30 EDT | Rapport | Score par mi-temps : 51-61, 56-40                  |                                                 |                                                            |  | Rocket Mortgage FieldHouse, Cleveland, Ohio Affluence : 19 432 Arbitres : Zach Zarba, Eric Lewis, Tre Maddox, Ben Taylor | ESPN |
| 15 avril 2022 19h30 EDT | Rapport | Trae Young, 38 Onyeka Okongwu, 9 Trae Young, 9     | Points Rebonds Passes d.                        | Lauri Markkanen, 26 Mobley, Markkanen, 8 Darius Garland, 9 |  | Rocket Mortgage FieldHouse, Cleveland, Ohio Affluence : 19 432 Arbitres : Zach Zarba, Eric Lewis, Tre Maddox, Ben Taylor | ESPN |

Matchs de saison régulière
Atlanta remporte la série 3 à 1.
| 23 octobre 2021 | Rapport | Hawks d'Atlanta 95, Cavaliers de Cleveland 101 | Hawks d'Atlanta 95, Cavaliers de Cleveland 101 | Hawks d'Atlanta 95, Cavaliers de Cleveland 101 |  | Rocket Mortgage FieldHouse, Cleveland, Ohio |

| 31 décembre 2021 | Rapport | Hawks d'Atlanta 121, Cavaliers de Cleveland 118 | Hawks d'Atlanta 121, Cavaliers de Cleveland 118 | Hawks d'Atlanta 121, Cavaliers de Cleveland 118 |  | Rocket Mortgage FieldHouse, Cleveland, Ohio |

| 15 février 2022 | Rapport | Cavaliers de Cleveland 116, Hawks d'Atlanta 124 | Cavaliers de Cleveland 116, Hawks d'Atlanta 124 | Cavaliers de Cleveland 116, Hawks d'Atlanta 124 |  | State Farm Arena, Atlanta, Géorgie |

| 16 mars 2022 | Rapport | Cavaliers de Cleveland 107, Hawks d'Atlanta 131 | Cavaliers de Cleveland 107, Hawks d'Atlanta 131 | Cavaliers de Cleveland 107, Hawks d'Atlanta 131 |  | State Farm Arena, Atlanta, Géorgie |

### Conférence Ouest

#### Play-in pour les7eet8eplaces

##### (7)Timberwolves du Minnesotavs.Clippers de Los Angeles(8)
| 12 avril 2022 21h30 EDT | Rapport | Clippers de Los Angeles 104, Timberwolves du Minnesota 109 | Clippers de Los Angeles 104, Timberwolves du Minnesota 109 | Clippers de Los Angeles 104, Timberwolves du Minnesota 109   |  | Target Center, Minneapolis, Minnesota Affluence : 17 136 Arbitres : Scott Foster, Tom Washington, Ed Malloy, Justin Van Duyne | TNT |
| 12 avril 2022 21h30 EDT | Rapport | Score par quart-temps : 26-20, 25-33, 33-25, 20-31         |                                                            |                                                              |  | Target Center, Minneapolis, Minnesota Affluence : 17 136 Arbitres : Scott Foster, Tom Washington, Ed Malloy, Justin Van Duyne | TNT |
| 12 avril 2022 21h30 EDT | Rapport | Score par mi-temps : 51-53, 53-56                          |                                                            |                                                              |  | Target Center, Minneapolis, Minnesota Affluence : 17 136 Arbitres : Scott Foster, Tom Washington, Ed Malloy, Justin Van Duyne | TNT |
| 12 avril 2022 21h30 EDT | Rapport | Paul George, 34 Ivica Zubac, 9 George, Jackson, 5          | Points Rebonds Passes d.                                   | Anthony Edwards, 30 Patrick Beverley, 11 D'Angelo Russell, 6 |  | Target Center, Minneapolis, Minnesota Affluence : 17 136 Arbitres : Scott Foster, Tom Washington, Ed Malloy, Justin Van Duyne | TNT |

Matchs de saison régulière
Los Angeles remporte la série 3 à 1.
| 3 novembre 2021 | Rapport | Clippers de Los Angeles 126, Timberwolves du Minnesota 115 | Clippers de Los Angeles 126, Timberwolves du Minnesota 115 | Clippers de Los Angeles 126, Timberwolves du Minnesota 115 |  | Target Center, Minneapolis, Minnesota |

| 5 novembre 2021 | Rapport | Clippers de Los Angeles 104, Timberwolves du Minnesota 84 | Clippers de Los Angeles 104, Timberwolves du Minnesota 84 | Clippers de Los Angeles 104, Timberwolves du Minnesota 84 |  | Target Center, Minneapolis, Minnesota |

| 13 novembre 2021 | Rapport | Timberwolves du Minnesota 102, Clippers de Los Angeles 129 | Timberwolves du Minnesota 102, Clippers de Los Angeles 129 | Timberwolves du Minnesota 102, Clippers de Los Angeles 129 |  | Staples Center, Los Angeles, Californie |

| 3 janvier 2022 | Rapport | Timberwolves du Minnesota 122, Clippers de Los Angeles 104 | Timberwolves du Minnesota 122, Clippers de Los Angeles 104 | Timberwolves du Minnesota 122, Clippers de Los Angeles 104 |  | Crypto.com Arena, Los Angeles, Californie |

##### (9)Pelicans de La Nouvelle-Orléansvs.Spurs de San Antonio(10)
| 13 avril 2022 21h30 EDT | Rapport | Spurs de San Antonio 103, Pelicans de La Nouvelle-Orléans 113 | Spurs de San Antonio 103, Pelicans de La Nouvelle-Orléans 113 | Spurs de San Antonio 103, Pelicans de La Nouvelle-Orléans 113 |  | Smoothie King Center, La Nouvelle-Orléans, Louisiane Affluence : 18 610 Arbitres : Bill Kennedy, David Guthrie, Sean Wright | ESPN |
| 13 avril 2022 21h30 EDT | Rapport | Score par quart-temps : 22-26, 28-35, 25-31, 28-21            |                                                               |                                                               |  | Smoothie King Center, La Nouvelle-Orléans, Louisiane Affluence : 18 610 Arbitres : Bill Kennedy, David Guthrie, Sean Wright | ESPN |
| 13 avril 2022 21h30 EDT | Rapport | Score par mi-temps : 50-61, 53-52                             |                                                               |                                                               |  | Smoothie King Center, La Nouvelle-Orléans, Louisiane Affluence : 18 610 Arbitres : Bill Kennedy, David Guthrie, Sean Wright | ESPN |
| 13 avril 2022 21h30 EDT | Rapport | Devin Vassell, 23 Murray, Pöltl, 9 Dejoute Murray, 5          | Points Rebonds Passes d.                                      | C. J. McCollum, 32 Jonas Valančiūnas, 14 C. J. McCollum, 7    |  | Smoothie King Center, La Nouvelle-Orléans, Louisiane Affluence : 18 610 Arbitres : Bill Kennedy, David Guthrie, Sean Wright | ESPN |

Matchs de saison régulière
San Antonio remporte la série 3 à 1.
| 12 décembre 2021 | Rapport | Pelicans de La Nouvelle-Orléans 97, Spurs de San Antonio 112 | Pelicans de La Nouvelle-Orléans 97, Spurs de San Antonio 112 | Pelicans de La Nouvelle-Orléans 97, Spurs de San Antonio 112 |  | AT&T Center, San Antonio, Texas |

| 12 février 2022 | Rapport | Spurs de San Antonio 124, Pelicans de La Nouvelle-Orléans 114 | Spurs de San Antonio 124, Pelicans de La Nouvelle-Orléans 114 | Spurs de San Antonio 124, Pelicans de La Nouvelle-Orléans 114 |  | Smoothie King Center, La Nouvelle-Orléans, Louisiane |

| 18 mars 2022 | Rapport | Pelicans de La Nouvelle-Orléans 124, Spurs de San Antonio 91 | Pelicans de La Nouvelle-Orléans 124, Spurs de San Antonio 91 | Pelicans de La Nouvelle-Orléans 124, Spurs de San Antonio 91 |  | AT&T Center, San Antonio, Texas |

| 26 mars 2022 | Rapport | Spurs de San Antonio 107, Pelicans de La Nouvelle-Orléans 103 | Spurs de San Antonio 107, Pelicans de La Nouvelle-Orléans 103 | Spurs de San Antonio 107, Pelicans de La Nouvelle-Orléans 103 |  | Smoothie King Center, La Nouvelle-Orléans, Louisiane |

##### (8)Clippers de Los Angelesvs.Pelicans de La Nouvelle-Orléans(9)
| 15 avril 2022 22h00 EDT | Rapport | Pelicans de La Nouvelle-Orléans 105, Clippers de Los Angeles 101 | Pelicans de La Nouvelle-Orléans 105, Clippers de Los Angeles 101 | Pelicans de La Nouvelle-Orléans 105, Clippers de Los Angeles 101 |  | Crypto.com Arena, Los Angeles, Californie Affluence : 19 068 Arbitres : Marc Davis, Brian Forte, Mark Lindsay, Josh Tiven | TNT |
| 15 avril 2022 22h00 EDT | Rapport | Score par quart-temps : 30-22, 26-24, 18-38, 31-17               |                                                                  |                                                                  |  | Crypto.com Arena, Los Angeles, Californie Affluence : 19 068 Arbitres : Marc Davis, Brian Forte, Mark Lindsay, Josh Tiven | TNT |
| 15 avril 2022 22h00 EDT | Rapport | Score par mi-temps : 56-46, 49-55                                |                                                                  |                                                                  |  | Crypto.com Arena, Los Angeles, Californie Affluence : 19 068 Arbitres : Marc Davis, Brian Forte, Mark Lindsay, Josh Tiven | TNT |
| 15 avril 2022 22h00 EDT | Rapport | Brandon Ingram, 30 Larry Nance Jr., 16 Brandon Ingram, 6         | Points Rebonds Passes d.                                         | Jackson, Morris, 27 Nicolas Batum, 10 Reggie Jackson, 8          |  | Crypto.com Arena, Los Angeles, Californie Affluence : 19 068 Arbitres : Marc Davis, Brian Forte, Mark Lindsay, Josh Tiven | TNT |

Matchs de saison régulière
La Nouvelle-Orléans remporte la série 3 à 1.
| 19 novembre 2021 | Rapport | Clippers de Los Angeles 81, Pelicans de La Nouvelle-Orléans 94 | Clippers de Los Angeles 81, Pelicans de La Nouvelle-Orléans 94 | Clippers de Los Angeles 81, Pelicans de La Nouvelle-Orléans 94 |  | Smoothie King Center, La Nouvelle-Orléans, Louisiane |

| 29 novembre 2021 | Rapport | Pelicans de La Nouvelle-Orléans 123, Clippers de Los Angeles 104 | Pelicans de La Nouvelle-Orléans 123, Clippers de Los Angeles 104 | Pelicans de La Nouvelle-Orléans 123, Clippers de Los Angeles 104 |  | Crypto.com Arena, Los Angeles, Californie |

| 13 janvier 2022 | Rapport | Clippers de Los Angeles 89, Pelicans de La Nouvelle-Orléans 113 | Clippers de Los Angeles 89, Pelicans de La Nouvelle-Orléans 113 | Clippers de Los Angeles 89, Pelicans de La Nouvelle-Orléans 113 |  | Smoothie King Center, La Nouvelle-Orléans, Louisiane |

| 3 avril 2022 | Rapport | Pelicans de La Nouvelle-Orléans 100, Clippers de Los Angeles 119 | Pelicans de La Nouvelle-Orléans 100, Clippers de Los Angeles 119 | Pelicans de La Nouvelle-Orléans 100, Clippers de Los Angeles 119 |  | Crypto.com Arena, Los Angeles, Californie |

## Tableau
|  | 1er tour         | 1er tour                        | 1er tour                 |   |                          | Demi-finales de Conférence | Demi-finales de Conférence | Demi-finales de Conférence |  |   | Finales de Conférence | Finales de Conférence | Finales de Conférence |  |   | Finale NBA        | Finale NBA | Finale NBA |
|  |                  |                                 |                          |   |                          |                            |                            |                            |  |   |                       |                       |                       |  |   |                   |            |            |
|  | 1                | Heat de Miami                   | 4                        |   |                          |                            |                            |                            |  |   |                       |                       |                       |  |   |                   |            |            |
|  | 8                | Hawks d'Atlanta                 | 1                        |   |                          |                            |                            |                            |  |   |                       |                       |                       |  |   |                   |            |            |
|  | 8                | Hawks d'Atlanta                 | 1                        |   | 1                        | Heat de Miami              | 4                          |                            |  |   |                       |                       |                       |  |   |                   |            |            |
|  |                  |                                 |                          |   | 1                        | Heat de Miami              | 4                          |                            |  |   |                       |                       |                       |  |   |                   |            |            |
|  |                  | 4                               | 76ers de Philadelphie    | 2 |                          |                            |                            |                            |  |   |                       |                       |                       |  |   |                   |            |            |
|  | 4                | 4                               | 76ers de Philadelphie    | 2 | 76ers de Philadelphie    | 4                          |                            |                            |  |   |                       |                       |                       |  |   |                   |            |            |
|  | 4                |                                 |                          |   | 76ers de Philadelphie    | 4                          |                            |                            |  |   |                       |                       |                       |  |   |                   |            |            |
|  | 5                | Raptors de Toronto              | 2                        |   |                          |                            |                            |                            |  |   |                       |                       |                       |  |   |                   |            |            |
|  | 5                | Raptors de Toronto              | 2                        |   |                          |                            |                            |                            |  | 1 | Heat de Miami         | 3                     |                       |  |   |                   |            |            |
|  | Conférence Est   |                                 |                          |   |                          |                            |                            |                            |  | 1 | Heat de Miami         | 3                     |                       |  |   |                   |            |            |
|  |                  | 2                               | Celtics de Boston        | 4 |                          |                            |                            |                            |  |   |                       |                       |                       |  |   |                   |            |            |
|  | 3                | 2                               | Celtics de Boston        | 4 | Bucks de Milwaukee       | 4                          |                            |                            |  |   |                       |                       |                       |  |   |                   |            |            |
|  | 3                |                                 |                          |   | Bucks de Milwaukee       | 4                          |                            |                            |  |   |                       |                       |                       |  |   |                   |            |            |
|  | 6                | Bulls de Chicago                | 1                        |   |                          |                            |                            |                            |  |   |                       |                       |                       |  |   |                   |            |            |
|  | 6                | Bulls de Chicago                | 1                        |   | 3                        | Bucks de Milwaukee         | 3                          |                            |  |   |                       |                       |                       |  |   |                   |            |            |
|  |                  |                                 |                          |   | 3                        | Bucks de Milwaukee         | 3                          |                            |  |   |                       |                       |                       |  |   |                   |            |            |
|  |                  | 2                               | Celtics de Boston        | 4 |                          |                            |                            |                            |  |   |                       |                       |                       |  |   |                   |            |            |
|  | 2                | 2                               | Celtics de Boston        | 4 | Celtics de Boston        | 4                          |                            |                            |  |   |                       |                       |                       |  |   |                   |            |            |
|  | 2                |                                 |                          |   | Celtics de Boston        | 4                          |                            |                            |  |   |                       |                       |                       |  |   |                   |            |            |
|  | 7                | Nets de Brooklyn                | 0                        |   |                          |                            |                            |                            |  |   |                       |                       |                       |  |   |                   |            |            |
|  | 7                | Nets de Brooklyn                | 0                        |   |                          |                            |                            |                            |  |   |                       |                       |                       |  | 2 | Celtics de Boston | 2          |            |
|  |                  |                                 |                          |   |                          |                            |                            |                            |  |   |                       |                       |                       |  | 2 | Celtics de Boston | 2          |            |
|  |                  | 3                               | Warriors de Golden State | 4 |                          |                            |                            |                            |  |   |                       |                       |                       |  |   |                   |            |            |
|  | 1                | 3                               | Warriors de Golden State | 4 | Suns de Phoenix          | 4                          |                            |                            |  |   |                       |                       |                       |  |   |                   |            |            |
|  | 1                |                                 |                          |   | Suns de Phoenix          | 4                          |                            |                            |  |   |                       |                       |                       |  |   |                   |            |            |
|  | 8                | Pelicans de La Nouvelle-Orléans | 2                        |   |                          |                            |                            |                            |  |   |                       |                       |                       |  |   |                   |            |            |
|  | 8                | Pelicans de La Nouvelle-Orléans | 2                        |   | 1                        | Suns de Phoenix            | 3                          |                            |  |   |                       |                       |                       |  |   |                   |            |            |
|  |                  |                                 |                          |   | 1                        | Suns de Phoenix            | 3                          |                            |  |   |                       |                       |                       |  |   |                   |            |            |
|  |                  | 4                               | Mavericks de Dallas      | 4 |                          |                            |                            |                            |  |   |                       |                       |                       |  |   |                   |            |            |
|  | 4                | 4                               | Mavericks de Dallas      | 4 | Mavericks de Dallas      | 4                          |                            |                            |  |   |                       |                       |                       |  |   |                   |            |            |
|  | 4                |                                 |                          |   | Mavericks de Dallas      | 4                          |                            |                            |  |   |                       |                       |                       |  |   |                   |            |            |
|  | 5                | Jazz de l'Utah                  | 2                        |   |                          |                            |                            |                            |  |   |                       |                       |                       |  |   |                   |            |            |
|  | 5                | Jazz de l'Utah                  | 2                        |   |                          |                            |                            |                            |  | 4 | Mavericks de Dallas   | 1                     |                       |  |   |                   |            |            |
|  | Conférence Ouest |                                 |                          |   |                          |                            |                            |                            |  | 4 | Mavericks de Dallas   | 1                     |                       |  |   |                   |            |            |
|  |                  | 3                               | Warriors de Golden State | 4 |                          |                            |                            |                            |  |   |                       |                       |                       |  |   |                   |            |            |
|  | 3                | 3                               | Warriors de Golden State | 4 | Warriors de Golden State | 4                          |                            |                            |  |   |                       |                       |                       |  |   |                   |            |            |
|  | 3                |                                 |                          |   | Warriors de Golden State | 4                          |                            |                            |  |   |                       |                       |                       |  |   |                   |            |            |
|  | 6                | Nuggets de Denver               | 1                        |   |                          |                            |                            |                            |  |   |                       |                       |                       |  |   |                   |            |            |
|  | 6                | Nuggets de Denver               | 1                        |   | 3                        | Warriors de Golden State   | 4                          |                            |  |   |                       |                       |                       |  |   |                   |            |            |
|  |                  |                                 |                          |   | 3                        | Warriors de Golden State   | 4                          |                            |  |   |                       |                       |                       |  |   |                   |            |            |
|  |                  | 2                               | Grizzlies de Memphis     | 2 |                          |                            |                            |                            |  |   |                       |                       |                       |  |   |                   |            |            |
|  | 2                | 2                               | Grizzlies de Memphis     | 2 | Grizzlies de Memphis     | 4                          |                            |                            |  |   |                       |                       |                       |  |   |                   |            |            |
|  | 2                |                                 |                          |   | Grizzlies de Memphis     | 4                          |                            |                            |  |   |                       |                       |                       |  |   |                   |            |            |
|  | 7                | Timberwolves du Minnesota       | 2                        |   |                          |                            |                            |                            |  |   |                       |                       |                       |  |   |                   |            |            |

## Premier tour

### Conférence Est

#### (1)Heat de Miamivs.Hawks d'Atlanta(8)
| 17 avril 2022 13h00 EDT | Rapport | Hawks d'Atlanta 91, Heat de Miami 115                  | Hawks d'Atlanta 91, Heat de Miami 115 | Hawks d'Atlanta 91, Heat de Miami 115                |  | FTX Arena, Miami, Floride Affluence : 19 514 Arbitres : Marc Davis, Josh Tiven, Eric Dalen | TNT |
| 17 avril 2022 13h00 EDT | Rapport | Score par quart-temps : 17-23, 23-36, 20-27, 31-29     |                                       |                                                      |  | FTX Arena, Miami, Floride Affluence : 19 514 Arbitres : Marc Davis, Josh Tiven, Eric Dalen | TNT |
| 17 avril 2022 13h00 EDT | Rapport | Score par mi-temps : 40-59, 51-56                      |                                       |                                                      |  | FTX Arena, Miami, Floride Affluence : 19 514 Arbitres : Marc Davis, Josh Tiven, Eric Dalen | TNT |
| 17 avril 2022 13h00 EDT | Rapport | Danilo Gallinari, 17 Onyeka Okongwu, 7 Delon Wright, 6 | Points Rebonds Passes d.              | Duncan Robinson, 27 Butler, Adebayo, 6 Kyle Lowry, 9 |  | FTX Arena, Miami, Floride Affluence : 19 514 Arbitres : Marc Davis, Josh Tiven, Eric Dalen | TNT |

| 19 avril 2022 19h30 EDT | Rapport | Hawks d'Atlanta 105, Heat de Miami 115               | Hawks d'Atlanta 105, Heat de Miami 115 | Hawks d'Atlanta 105, Heat de Miami 115             |  | FTX Arena, Miami, Floride Affluence : 19 950 Arbitres : John Goble, Nick Buchert, Tre Maddox | TNT |
| 19 avril 2022 19h30 EDT | Rapport | Score par quart-temps : 25-26, 29-30, 22-31, 29-28   |                                        |                                                    |  | FTX Arena, Miami, Floride Affluence : 19 950 Arbitres : John Goble, Nick Buchert, Tre Maddox | TNT |
| 19 avril 2022 19h30 EDT | Rapport | Score par mi-temps : 54-56, 51-59                    |                                        |                                                    |  | FTX Arena, Miami, Floride Affluence : 19 950 Arbitres : John Goble, Nick Buchert, Tre Maddox | TNT |
| 19 avril 2022 19h30 EDT | Rapport | Bogdan Bogdanović, 29 John Collins, 10 Trae Young, 7 | Points Rebonds Passes d.               | Jimmy Butler, 45 Dewayne Dedmon, 9 Jimmy Butler, 5 |  | FTX Arena, Miami, Floride Affluence : 19 950 Arbitres : John Goble, Nick Buchert, Tre Maddox | TNT |

| 22 avril 2022 19h55 EDT | Rapport | Heat de Miami 110, Hawks d'Atlanta 111             | Heat de Miami 110, Hawks d'Atlanta 111 | Heat de Miami 110, Hawks d'Atlanta 111            |  | State Farm Arena, Atlanta, Géorgie Affluence : 18 421 Arbitres : Eric Lewis, Ben Taylor, JB DeRosa | ESPN |
| 22 avril 2022 19h55 EDT | Rapport | Score par quart-temps : 24-22, 30-39, 31-16, 25-34 |                                        |                                                   |  | State Farm Arena, Atlanta, Géorgie Affluence : 18 421 Arbitres : Eric Lewis, Ben Taylor, JB DeRosa | ESPN |
| 22 avril 2022 19h55 EDT | Rapport | Score par mi-temps : 54-61, 56-50                  |                                        |                                                   |  | State Farm Arena, Atlanta, Géorgie Affluence : 18 421 Arbitres : Eric Lewis, Ben Taylor, JB DeRosa | ESPN |
| 22 avril 2022 19h55 EDT | Rapport | Tyler Herro, 24 Bam Adebayo, 11 Jimmy Butler, 8    | Points Rebonds Passes d.               | Trae Young, 24 Bogdan Bogdanović, 8 Trae Young, 8 |  | State Farm Arena, Atlanta, Géorgie Affluence : 18 421 Arbitres : Eric Lewis, Ben Taylor, JB DeRosa | ESPN |

| 24 avril 2022 19h00 EDT | Rapport | Heat de Miami 110, Hawks d'Atlanta 86              | Heat de Miami 110, Hawks d'Atlanta 86 | Heat de Miami 110, Hawks d'Atlanta 86              |  | State Farm Arena, Atlanta, Géorgie Affluence : 18 951 Arbitres : David Guthrie, Courtney Kirkland, Brent Barnaky | TNT |
| 24 avril 2022 19h00 EDT | Rapport | Score par quart-temps : 25-26, 30-15, 25-20, 30-25 |                                       |                                                    |  | State Farm Arena, Atlanta, Géorgie Affluence : 18 951 Arbitres : David Guthrie, Courtney Kirkland, Brent Barnaky | TNT |
| 24 avril 2022 19h00 EDT | Rapport | Score par mi-temps : 55-41, 55-45                  |                                       |                                                    |  | State Farm Arena, Atlanta, Géorgie Affluence : 18 951 Arbitres : David Guthrie, Courtney Kirkland, Brent Barnaky | TNT |
| 24 avril 2022 19h00 EDT | Rapport | Jimmy Butler, 36 Jimmy Butler, 10 Trois joueurs, 4 | Points Rebonds Passes d.              | De'Andre Hunter, 24 Trois joueurs, 7 Trae Young, 5 |  | State Farm Arena, Atlanta, Géorgie Affluence : 18 951 Arbitres : David Guthrie, Courtney Kirkland, Brent Barnaky | TNT |

| 26 avril 2022 19h00 EDT | Rapport | Hawks d'Atlanta 94, Heat de Miami 97                  | Hawks d'Atlanta 94, Heat de Miami 97 | Hawks d'Atlanta 94, Heat de Miami 97                |  | FTX Arena, Miami, Floride Affluence : 19 553 Arbitres : Zach Zarba, Bill Kennedy, Mitchell Ervin | NBA TV |
| 26 avril 2022 19h00 EDT | Rapport | Score par quart-temps : 22-21, 20-33, 22-21, 30-22    |                                      |                                                     |  | FTX Arena, Miami, Floride Affluence : 19 553 Arbitres : Zach Zarba, Bill Kennedy, Mitchell Ervin | NBA TV |
| 26 avril 2022 19h00 EDT | Rapport | Score par mi-temps : 42-54, 52-43                     |                                      |                                                     |  | FTX Arena, Miami, Floride Affluence : 19 553 Arbitres : Zach Zarba, Bill Kennedy, Mitchell Ervin | NBA TV |
| 26 avril 2022 19h00 EDT | Rapport | De'Andre Hunter, 35 De'Andre Hunter, 11 Trae Young, 6 | Points Rebonds Passes d.             | Victor Oladipo, 23 Bam Adebayo, 11 Trois joueurs, 4 |  | FTX Arena, Miami, Floride Affluence : 19 553 Arbitres : Zach Zarba, Bill Kennedy, Mitchell Ervin | NBA TV |
| 26 avril 2022 19h00 EDT | Rapport | Miami remporte la série 4 à 1.                        |                                      |                                                     |  | FTX Arena, Miami, Floride Affluence : 19 553 Arbitres : Zach Zarba, Bill Kennedy, Mitchell Ervin | NBA TV |

Matchs de saison régulière
Miami remporte la série 3 à 1.
| 12 janvier 2022 | Rapport | Heat de Miami 115, Hawks d'Atlanta 91 | Heat de Miami 115, Hawks d'Atlanta 91 | Heat de Miami 115, Hawks d'Atlanta 91 |  | State Farm Arena, Atlanta, Géorgie |

| 14 janvier 2022 | Rapport | Hawks d'Atlanta 118, Heat de Miami 124 | Hawks d'Atlanta 118, Heat de Miami 124 | Hawks d'Atlanta 118, Heat de Miami 124 |  | FTX Arena, Miami, Floride |

| 24 février 2022 | Rapport | Heat de Miami 108, Hawks d'Atlanta 110 | Heat de Miami 108, Hawks d'Atlanta 110 | Heat de Miami 108, Hawks d'Atlanta 110 |  | State Farm Arena, Atlanta, Géorgie |

| 8 avril 2022 | Rapport | Hawks d'Atlanta 109, Heat de Miami 113 | Hawks d'Atlanta 109, Heat de Miami 113 | Hawks d'Atlanta 109, Heat de Miami 113 |  | FTX Arena, Miami, Floride |

Dernière rencontre en playoffsPremier tour de conférence Est 2009 (Atlanta gagne 4-3).

#### (2)Celtics de Bostonvs.Nets de Brooklyn(7)
| 17 avril 2022 15h30 EDT | Rapport | Nets de Brooklyn 114, Celtics de Boston 115          | Nets de Brooklyn 114, Celtics de Boston 115 | Nets de Brooklyn 114, Celtics de Boston 115     |  | TD Garden, Boston, Massachusetts Affluence : 19 156 Arbitres : Zach Zarba, James Williams, Rodney Mott | ABC |
| 17 avril 2022 15h30 EDT | Rapport | Score par quart-temps : 28-29, 33-32, 24-35, 29-19   |                                             |                                                 |  | TD Garden, Boston, Massachusetts Affluence : 19 156 Arbitres : Zach Zarba, James Williams, Rodney Mott | ABC |
| 17 avril 2022 15h30 EDT | Rapport | Score par mi-temps : 61-61, 53-54                    |                                             |                                                 |  | TD Garden, Boston, Massachusetts Affluence : 19 156 Arbitres : Zach Zarba, James Williams, Rodney Mott | ABC |
| 17 avril 2022 15h30 EDT | Rapport | Kyrie Irving, 39 Nicolas Claxton, 8 Irving, Curry, 6 | Points Rebonds Passes d.                    | Jayson Tatum, 31 Al Horford, 15 Jayson Tatum, 8 |  | TD Garden, Boston, Massachusetts Affluence : 19 156 Arbitres : Zach Zarba, James Williams, Rodney Mott | ABC |

| 20 avril 2022 19h00 EDT | Rapport | Nets de Brooklyn 107, Celtics de Boston 114        | Nets de Brooklyn 107, Celtics de Boston 114 | Nets de Brooklyn 107, Celtics de Boston 114         |  | TD Garden, Boston, Massachusetts Affluence : 19 156 Arbitres : Eric Lewis, Tyler Ford, Jacyn Goble | TNT |
| 20 avril 2022 19h00 EDT | Rapport | Score par quart-temps : 33-24, 32-31, 25-30, 17-29 |                                             |                                                     |  | TD Garden, Boston, Massachusetts Affluence : 19 156 Arbitres : Eric Lewis, Tyler Ford, Jacyn Goble | TNT |
| 20 avril 2022 19h00 EDT | Rapport | Score par mi-temps : 65-55, 42-59                  |                                             |                                                     |  | TD Garden, Boston, Massachusetts Affluence : 19 156 Arbitres : Eric Lewis, Tyler Ford, Jacyn Goble | TNT |
| 20 avril 2022 19h00 EDT | Rapport | Kevin Durant, 27 Irving, Brown, 8 Kevin Durant, 5  | Points Rebonds Passes d.                    | Jaylen Brown, 22 Quatre joueurs, 6 Jayson Tatum, 10 |  | TD Garden, Boston, Massachusetts Affluence : 19 156 Arbitres : Eric Lewis, Tyler Ford, Jacyn Goble | TNT |

| 23 avril 2022 19h30 EDT | Rapport | Celtics de Boston 109, Nets de Brooklyn 103        | Celtics de Boston 109, Nets de Brooklyn 103 | Celtics de Boston 109, Nets de Brooklyn 103      |  | Barclays Center, Brooklyn, New York Affluence : 18 175 Arbitres : James Capers, Mark Lindsay, Karl Lane | ESPN |
| 23 avril 2022 19h30 EDT | Rapport | Score par quart-temps : 30-25, 23-25, 28-22, 28-31 |                                             |                                                  |  | Barclays Center, Brooklyn, New York Affluence : 18 175 Arbitres : James Capers, Mark Lindsay, Karl Lane | ESPN |
| 23 avril 2022 19h30 EDT | Rapport | Score par mi-temps : 53-50, 56-53                  |                                             |                                                  |  | Barclays Center, Brooklyn, New York Affluence : 18 175 Arbitres : James Capers, Mark Lindsay, Karl Lane | ESPN |
| 23 avril 2022 19h30 EDT | Rapport | Jayson Tatum, 39 Theis, White, 6 Smart, Tatum, 6   | Points Rebonds Passes d.                    | Bruce Brown, 26 Durant, Brown, 8 Kyrie Irving, 9 |  | Barclays Center, Brooklyn, New York Affluence : 18 175 Arbitres : James Capers, Mark Lindsay, Karl Lane | ESPN |

| 25 avril 2022 19h00 EDT | Rapport | Celtics de Boston 116, Nets de Brooklyn 112        | Celtics de Boston 116, Nets de Brooklyn 112 | Celtics de Boston 116, Nets de Brooklyn 112      |  | Barclays Center, Brooklyn, New York Affluence : 18 099 Arbitres : Scott Foster, Sean Wright, Brian Forte | TNT |
| 25 avril 2022 19h00 EDT | Rapport | Score par quart-temps : 30-26, 28-24, 32-28, 26-34 |                                             |                                                  |  | Barclays Center, Brooklyn, New York Affluence : 18 099 Arbitres : Scott Foster, Sean Wright, Brian Forte | TNT |
| 25 avril 2022 19h00 EDT | Rapport | Score par mi-temps : 58-50, 58-62                  |                                             |                                                  |  | Barclays Center, Brooklyn, New York Affluence : 18 099 Arbitres : Scott Foster, Sean Wright, Brian Forte | TNT |
| 25 avril 2022 19h00 EDT | Rapport | Jayson Tatum, 29 Brown, Theis, 8 Marcus Smart, 11  | Points Rebonds Passes d.                    | Kevin Durant, 39 Goran Dragić, 8 Kevin Durant, 9 |  | Barclays Center, Brooklyn, New York Affluence : 18 099 Arbitres : Scott Foster, Sean Wright, Brian Forte | TNT |
| 25 avril 2022 19h00 EDT | Rapport | Boston remporte la série 4 à 0.                    |                                             |                                                  |  | Barclays Center, Brooklyn, New York Affluence : 18 099 Arbitres : Scott Foster, Sean Wright, Brian Forte | TNT |

Matchs de saison régulière
Boston remporte la série 3 à 1.
| 24 novembre 2021 | Rapport | Nets de Brooklyn 123, Celtics de Boston 104 | Nets de Brooklyn 123, Celtics de Boston 104 | Nets de Brooklyn 123, Celtics de Boston 104 |  | TD Garden, Boston, Massachusetts |

| 8 février 2022 | Rapport | Celtics de Boston 126, Nets de Brooklyn 91 | Celtics de Boston 126, Nets de Brooklyn 91 | Celtics de Boston 126, Nets de Brooklyn 91 |  | Barclays Center, Brooklyn, New York |

| 24 février 2022 | Rapport | Celtics de Boston 129, Nets de Brooklyn 106 | Celtics de Boston 129, Nets de Brooklyn 106 | Celtics de Boston 129, Nets de Brooklyn 106 |  | Barclays Center, Brooklyn, New York |

| 6 mars 2022 | Rapport | Nets de Brooklyn 120, Celtics de Boston 126 | Nets de Brooklyn 120, Celtics de Boston 126 | Nets de Brooklyn 120, Celtics de Boston 126 |  | TD Garden, Boston, Massachusetts |

Dernière rencontre en playoffsPremier tour de conférence Est 2021 (Brooklyn gagne 4-1).

#### (3)Bucks de Milwaukeevs.Bulls de Chicago(6)
| 17 avril 2022 18h30 EDT | Rapport | Bulls de Chicago 86, Bucks de Milwaukee 93             | Bulls de Chicago 86, Bucks de Milwaukee 93 | Bulls de Chicago 86, Bucks de Milwaukee 93                                |  | Fiserv Forum, Milwaukee, Wisconsin Affluence : 17 717 Arbitres : John Goble, Tony Brothers, Michael Smith | TNT |
| 17 avril 2022 18h30 EDT | Rapport | Score par quart-temps : 21-34, 22-17, 28-23, 15-19     |                                            |                                                                           |  | Fiserv Forum, Milwaukee, Wisconsin Affluence : 17 717 Arbitres : John Goble, Tony Brothers, Michael Smith | TNT |
| 17 avril 2022 18h30 EDT | Rapport | Score par mi-temps : 43-51, 43-42                      |                                            |                                                                           |  | Fiserv Forum, Milwaukee, Wisconsin Affluence : 17 717 Arbitres : John Goble, Tony Brothers, Michael Smith | TNT |
| 17 avril 2022 18h30 EDT | Rapport | Nikola Vučević, 24 Nikola Vučević, 17 DeMar DeRozan, 6 | Points Rebonds Passes d.                   | Giánnis Antetokoúnmpo, 27 Giánnis Antetokoúnmpo, 16 Holiday, Middleton, 6 |  | Fiserv Forum, Milwaukee, Wisconsin Affluence : 17 717 Arbitres : John Goble, Tony Brothers, Michael Smith | TNT |

| 20 avril 2022 21h30 EDT | Rapport | Bulls de Chicago 114, Bucks de Milwaukee 110         | Bulls de Chicago 114, Bucks de Milwaukee 110 | Bulls de Chicago 114, Bucks de Milwaukee 110                                 |  | Fiserv Forum, Milwaukee, Wisconsin Affluence : 17 688 Arbitres : Kane Fitzgerald, Curtis Blair, Ben Taylor | TNT |
| 20 avril 2022 21h30 EDT | Rapport | Score par quart-temps : 29-28, 34-21, 24-31, 27-30   |                                              |                                                                              |  | Fiserv Forum, Milwaukee, Wisconsin Affluence : 17 688 Arbitres : Kane Fitzgerald, Curtis Blair, Ben Taylor | TNT |
| 20 avril 2022 21h30 EDT | Rapport | Score par mi-temps : 63-49, 51-61                    |                                              |                                                                              |  | Fiserv Forum, Milwaukee, Wisconsin Affluence : 17 688 Arbitres : Kane Fitzgerald, Curtis Blair, Ben Taylor | TNT |
| 20 avril 2022 21h30 EDT | Rapport | DeMar DeRozan, 41 Nikola Vučević, 13 Alex Caruso, 10 | Points Rebonds Passes d.                     | Giánnis Antetokoúnmpo, 33 Giánnis Antetokoúnmpo, 18 Giánnis Antetokoúnmpo, 9 |  | Fiserv Forum, Milwaukee, Wisconsin Affluence : 17 688 Arbitres : Kane Fitzgerald, Curtis Blair, Ben Taylor | TNT |

| 22 avril 2022 20h30 EDT | Rapport | Bucks de Milwaukee 111, Bulls de Chicago 81                 | Bucks de Milwaukee 111, Bulls de Chicago 81 | Bucks de Milwaukee 111, Bulls de Chicago 81         |  | United Center, Chicago, Illinois Affluence : 22 667 Arbitres : Marc Davis, Sean Wright, Brian Forte | ABC |
| 22 avril 2022 20h30 EDT | Rapport | Score par quart-temps : 33-17, 27-24, 30-18, 21-22          |                                             |                                                     |  | United Center, Chicago, Illinois Affluence : 22 667 Arbitres : Marc Davis, Sean Wright, Brian Forte | ABC |
| 22 avril 2022 20h30 EDT | Rapport | Score par mi-temps : 60-41, 51-40                           |                                             |                                                     |  | United Center, Chicago, Illinois Affluence : 22 667 Arbitres : Marc Davis, Sean Wright, Brian Forte | ABC |
| 22 avril 2022 20h30 EDT | Rapport | Grayson Allen, 22 Bobby Portis, 16 Giánnis Antetokoúnmpo, 9 | Points Rebonds Passes d.                    | Nikola Vučević, 19 Coby White, 8 LaVine, Dosunmu, 5 |  | United Center, Chicago, Illinois Affluence : 22 667 Arbitres : Marc Davis, Sean Wright, Brian Forte | ABC |

| 24 avril 2022 13h00 EDT | Rapport | Bucks de Milwaukee 119, Bulls de Chicago 95                                   | Bucks de Milwaukee 119, Bulls de Chicago 95 | Bucks de Milwaukee 119, Bulls de Chicago 95           |  | United Center, Chicago, Illinois Affluence : 22 020 Arbitres : Eric Lewis, Tyler Ford, Gediminas Petraitis | ABC |
| 24 avril 2022 13h00 EDT | Rapport | Score par quart-temps : 25-22, 31-19, 34-33, 29-21                            |                                             |                                                       |  | United Center, Chicago, Illinois Affluence : 22 020 Arbitres : Eric Lewis, Tyler Ford, Gediminas Petraitis | ABC |
| 24 avril 2022 13h00 EDT | Rapport | Score par mi-temps : 56-41, 63-54                                             |                                             |                                                       |  | United Center, Chicago, Illinois Affluence : 22 020 Arbitres : Eric Lewis, Tyler Ford, Gediminas Petraitis | ABC |
| 24 avril 2022 13h00 EDT | Rapport | Giánnis Antetokoúnmpo, 32 Giánnis Antetokoúnmpo, 17 Holiday, Antetokoúnmpo, 7 | Points Rebonds Passes d.                    | Zach LaVine, 24 Vučević, Williams, 10 Zach LaVine, 13 |  | United Center, Chicago, Illinois Affluence : 22 020 Arbitres : Eric Lewis, Tyler Ford, Gediminas Petraitis | ABC |

| 27 avril 2022 19h30 EDT | Rapport | Bulls de Chicago 100, Bucks de Milwaukee 116             | Bulls de Chicago 100, Bucks de Milwaukee 116 | Bulls de Chicago 100, Bucks de Milwaukee 116               |  | Fiserv Forum, Milwaukee, Wisconsin Affluence : 17 506 Arbitres : Scott Foster, Mark Lindsay, Aaron Smith | TNT |
| 27 avril 2022 19h30 EDT | Rapport | Score par quart-temps : 18-34, 24-26, 26-31, 32-25       |                                              |                                                            |  | Fiserv Forum, Milwaukee, Wisconsin Affluence : 17 506 Arbitres : Scott Foster, Mark Lindsay, Aaron Smith | TNT |
| 27 avril 2022 19h30 EDT | Rapport | Score par mi-temps : 42-60, 58-56                        |                                              |                                                            |  | Fiserv Forum, Milwaukee, Wisconsin Affluence : 17 506 Arbitres : Scott Foster, Mark Lindsay, Aaron Smith | TNT |
| 27 avril 2022 19h30 EDT | Rapport | Patrick Williams, 23 Nikola Vučević, 16 DeMar DeRozan, 7 | Points Rebonds Passes d.                     | Giánnis Antetokoúnmpo, 33 Bobby Portis, 17 Jrue Holiday, 9 |  | Fiserv Forum, Milwaukee, Wisconsin Affluence : 17 506 Arbitres : Scott Foster, Mark Lindsay, Aaron Smith | TNT |
| 27 avril 2022 19h30 EDT | Rapport | Milwaukee remporte la série 4 à 1.                       |                                              |                                                            |  | Fiserv Forum, Milwaukee, Wisconsin Affluence : 17 506 Arbitres : Scott Foster, Mark Lindsay, Aaron Smith | TNT |

Matchs de saison régulière
Milwaukee remporte la série 4 à 0.
| 21 janvier 2022 | Rapport | Bulls de Chicago 90, Bucks de Milwaukee 94 | Bulls de Chicago 90, Bucks de Milwaukee 94 | Bulls de Chicago 90, Bucks de Milwaukee 94 |  | Fiserv Forum, Milwaukee, Wisconsin |

| 4 mars 2022 | Rapport | Bucks de Milwaukee 118, Bulls de Chicago 112 | Bucks de Milwaukee 118, Bulls de Chicago 112 | Bucks de Milwaukee 118, Bulls de Chicago 112 |  | United Center, Chicago, Illinois |

| 22 mars 2022 | Rapport | Bulls de Chicago 98, Bucks de Milwaukee 126 | Bulls de Chicago 98, Bucks de Milwaukee 126 | Bulls de Chicago 98, Bucks de Milwaukee 126 |  | Fiserv Forum, Milwaukee, Wisconsin |

| 5 avril 2022 | Rapport | Bucks de Milwaukee 127, Bulls de Chicago 106 | Bucks de Milwaukee 127, Bulls de Chicago 106 | Bucks de Milwaukee 127, Bulls de Chicago 106 |  | United Center, Chicago, Illinois |

Dernière rencontre en playoffsPremier tour de conférence Est 2015 (Chicago gagne 4-2).

#### (4)76ers de Philadelphievs.Raptors de Toronto(5)
| 16 avril 2022 18h00 EDT | Rapport | Raptors de Toronto 111, 76ers de Philadelphie 131      | Raptors de Toronto 111, 76ers de Philadelphie 131 | Raptors de Toronto 111, 76ers de Philadelphie 131 |  | Wells Fargo Center, Philadelphie, Pennsylvanie Affluence : 20 610 Arbitres : Kane Fitzgerald, Bill Kennedy, Jacyn Goble | ESPN |
| 16 avril 2022 18h00 EDT | Rapport | Score par quart-temps : 27-35, 24-34, 37-38, 23-24     |                                                   |                                                   |  | Wells Fargo Center, Philadelphie, Pennsylvanie Affluence : 20 610 Arbitres : Kane Fitzgerald, Bill Kennedy, Jacyn Goble | ESPN |
| 16 avril 2022 18h00 EDT | Rapport | Score par mi-temps : 51-69, 60-62                      |                                                   |                                                   |  | Wells Fargo Center, Philadelphie, Pennsylvanie Affluence : 20 610 Arbitres : Kane Fitzgerald, Bill Kennedy, Jacyn Goble | ESPN |
| 16 avril 2022 18h00 EDT | Rapport | Pascal Siakam, 24 Scottie Barnes, 10 Scottie Barnes, 8 | Points Rebonds Passes d.                          | Tyrese Maxey, 38 Joel Embiid, 15 James Harden, 14 |  | Wells Fargo Center, Philadelphie, Pennsylvanie Affluence : 20 610 Arbitres : Kane Fitzgerald, Bill Kennedy, Jacyn Goble | ESPN |

| 18 avril 2022 19h30 EDT | Rapport | Raptors de Toronto 97, 76ers de Philadelphie 112   | Raptors de Toronto 97, 76ers de Philadelphie 112 | Raptors de Toronto 97, 76ers de Philadelphie 112 |  | Wells Fargo Center, Philadelphie, Pennsylvanie Affluence : 20 974 Arbitres : James Capers, Mark Lindsay, JB DeRosa | TNT |
| 18 avril 2022 19h30 EDT | Rapport | Score par quart-temps : 33-32, 19-35, 19-28, 26-17 |                                                  |                                                  |  | Wells Fargo Center, Philadelphie, Pennsylvanie Affluence : 20 974 Arbitres : James Capers, Mark Lindsay, JB DeRosa | TNT |
| 18 avril 2022 19h30 EDT | Rapport | Score par mi-temps : 52-67, 45-45                  |                                                  |                                                  |  | Wells Fargo Center, Philadelphie, Pennsylvanie Affluence : 20 974 Arbitres : James Capers, Mark Lindsay, JB DeRosa | TNT |
| 18 avril 2022 19h30 EDT | Rapport | OG Anunoby, 26 Pascal Siakam, 10 Fred VanVleet, 7  | Points Rebonds Passes d.                         | Joel Embiid, 31 Joel Embiid, 11 Tyrese Maxey, 8  |  | Wells Fargo Center, Philadelphie, Pennsylvanie Affluence : 20 974 Arbitres : James Capers, Mark Lindsay, JB DeRosa | TNT |

| 20 avril 2022 20h00 EDT | Rapport | 76ers de Philadelphie 104, Raptors de Toronto 101                       | 76ers de Philadelphie 104, Raptors de Toronto 101 | 76ers de Philadelphie 104, Raptors de Toronto 101   | OT | Scotiabank Arena, Toronto, Ontario Affluence : 19 800 Arbitres : Marc Davis, Sean Wright, Justin Van Duyne | NBA TV |
| 20 avril 2022 20h00 EDT | Rapport | Score par quart-temps : 19-29, 27-27, 28-19, 21-20 ; prolongation : 9-6 |                                                   |                                                     | OT | Scotiabank Arena, Toronto, Ontario Affluence : 19 800 Arbitres : Marc Davis, Sean Wright, Justin Van Duyne | NBA TV |
| 20 avril 2022 20h00 EDT | Rapport | Score par mi-temps : 46-56, 58-45                                       |                                                   |                                                     | OT | Scotiabank Arena, Toronto, Ontario Affluence : 19 800 Arbitres : Marc Davis, Sean Wright, Justin Van Duyne | NBA TV |
| 20 avril 2022 20h00 EDT | Rapport | Joel Embiid, 33 Joel Embiid, 13 James Harden, 10                        | Points Rebonds Passes d.                          | OG Anunoby, 26 Achiuwa, Boucher, 6 Fred VanVleet, 9 | OT | Scotiabank Arena, Toronto, Ontario Affluence : 19 800 Arbitres : Marc Davis, Sean Wright, Justin Van Duyne | NBA TV |

| 23 avril 2022 14h00 EDT | Rapport | 76ers de Philadelphie 102, Raptors de Toronto 110  | 76ers de Philadelphie 102, Raptors de Toronto 110 | 76ers de Philadelphie 102, Raptors de Toronto 110     |  | Scotiabank Arena, Toronto, Ontario Affluence : 19 800 Arbitres : Scott Foster, Ed Malloy, Rodney Mott | TNT |
| 23 avril 2022 14h00 EDT | Rapport | Score par quart-temps : 24-24, 25-30, 28-26, 25-30 |                                                   |                                                       |  | Scotiabank Arena, Toronto, Ontario Affluence : 19 800 Arbitres : Scott Foster, Ed Malloy, Rodney Mott | TNT |
| 23 avril 2022 14h00 EDT | Rapport | Score par mi-temps : 49-54, 53-56                  |                                                   |                                                       |  | Scotiabank Arena, Toronto, Ontario Affluence : 19 800 Arbitres : Scott Foster, Ed Malloy, Rodney Mott | TNT |
| 23 avril 2022 14h00 EDT | Rapport | James Harden, 22 Tobias Harris, 11 James Harden, 9 | Points Rebonds Passes d.                          | Pascal Siakam, 34 Scottie Barnes, 11 Siakam, Young, 5 |  | Scotiabank Arena, Toronto, Ontario Affluence : 19 800 Arbitres : Scott Foster, Ed Malloy, Rodney Mott | TNT |

| 25 avril 2022 20h00 EDT | Rapport | Raptors de Toronto 103, 76ers de Philadelphie 88     | Raptors de Toronto 103, 76ers de Philadelphie 88 | Raptors de Toronto 103, 76ers de Philadelphie 88 |  | Wells Fargo Center, Philadelphie, Pennsylvanie Affluence : 20 517 Arbitres : John Goble, Tre Maddox, James Williams | NBA TV |
| 25 avril 2022 20h00 EDT | Rapport | Score par quart-temps : 29-27, 25-14, 21-25, 28-22   |                                                  |                                                  |  | Wells Fargo Center, Philadelphie, Pennsylvanie Affluence : 20 517 Arbitres : John Goble, Tre Maddox, James Williams | NBA TV |
| 25 avril 2022 20h00 EDT | Rapport | Score par mi-temps : 54-41, 49-47                    |                                                  |                                                  |  | Wells Fargo Center, Philadelphie, Pennsylvanie Affluence : 20 517 Arbitres : John Goble, Tre Maddox, James Williams | NBA TV |
| 25 avril 2022 20h00 EDT | Rapport | Pascal Siakam, 23 Pascal Siakam, 10 Pascal Siakam, 7 | Points Rebonds Passes d.                         | Joel Embiid, 20 Joel Embiid, 11 James Harden, 7  |  | Wells Fargo Center, Philadelphie, Pennsylvanie Affluence : 20 517 Arbitres : John Goble, Tre Maddox, James Williams | NBA TV |

| 28 avril 2022 19h00 EDT | Rapport | 76ers de Philadelphie 132, Raptors de Toronto 97   | 76ers de Philadelphie 132, Raptors de Toronto 97 | 76ers de Philadelphie 132, Raptors de Toronto 97     |  | Scotiabank Arena, Toronto, Ontario Affluence : 19 800 Arbitres : Zach Zarba, Curtis Blair, Bill Kennedy | NBA TV |
| 28 avril 2022 19h00 EDT | Rapport | Score par quart-temps : 34-29, 28-32, 37-17, 33-19 |                                                  |                                                      |  | Scotiabank Arena, Toronto, Ontario Affluence : 19 800 Arbitres : Zach Zarba, Curtis Blair, Bill Kennedy | NBA TV |
| 28 avril 2022 19h00 EDT | Rapport | Score par mi-temps : 62-61, 70-36                  |                                                  |                                                      |  | Scotiabank Arena, Toronto, Ontario Affluence : 19 800 Arbitres : Zach Zarba, Curtis Blair, Bill Kennedy | NBA TV |
| 28 avril 2022 19h00 EDT | Rapport | Joel Embiid, 33 Tobias Harris, 11 James Harden, 15 | Points Rebonds Passes d.                         | Chris Boucher, 25 Chris Boucher, 10 Pascal Siakam, 7 |  | Scotiabank Arena, Toronto, Ontario Affluence : 19 800 Arbitres : Zach Zarba, Curtis Blair, Bill Kennedy | NBA TV |
| 28 avril 2022 19h00 EDT | Rapport | Philadelphie remporte la série 4 à 2.              |                                                  |                                                      |  | Scotiabank Arena, Toronto, Ontario Affluence : 19 800 Arbitres : Zach Zarba, Curtis Blair, Bill Kennedy | NBA TV |

Matchs de saison régulière
Toronto remporte la série 3 à 1.
| 11 décembre 2021 | Rapport | Raptors de Toronto 115, 76ers de Philadelphie 109 | Raptors de Toronto 115, 76ers de Philadelphie 109 | Raptors de Toronto 115, 76ers de Philadelphie 109 |  | Wells Fargo Center, Philadelphie, Pennsylvanie |

| 28 décembre 2021 | Rapport | 76ers de Philadelphie 114, Raptors de Toronto 109 | 76ers de Philadelphie 114, Raptors de Toronto 109 | 76ers de Philadelphie 114, Raptors de Toronto 109 |  | Scotiabank Arena, Toronto, Ontario |

| 20 mars 2022 | Rapport | Raptors de Toronto 93, 76ers de Philadelphie 88 | Raptors de Toronto 93, 76ers de Philadelphie 88 | Raptors de Toronto 93, 76ers de Philadelphie 88 |  | Wells Fargo Center, Philadelphie, Pennsylvanie |

| 11 décembre 2021 | Rapport | 76ers de Philadelphie 114, Raptors de Toronto 119 | 76ers de Philadelphie 114, Raptors de Toronto 119 | 76ers de Philadelphie 114, Raptors de Toronto 119 |  | Scotiabank Arena, Toronto, Ontario |

Dernière rencontre en playoffsDemi-finale de conférence Est 2019 (Toronto gagne 4-2).

### Conférence Ouest

#### (1)Suns de Phoenixvs.Pelicans de La Nouvelle-Orléans(8)
| 17 avril 2022 21h00 EDT | Rapport | Pelicans de La Nouvelle-Orléans 99, Suns de Phoenix 110    | Pelicans de La Nouvelle-Orléans 99, Suns de Phoenix 110 | Pelicans de La Nouvelle-Orléans 99, Suns de Phoenix 110 |  | Footprint Center, Phoenix, Arizona Affluence : 17 071 Arbitres : Eric Lewis, Ben Taylor, Gediminas Petraitis | TNT |
| 17 avril 2022 21h00 EDT | Rapport | Score par quart-temps : 16-28, 18-25, 37-26, 28-31         |                                                         |                                                         |  | Footprint Center, Phoenix, Arizona Affluence : 17 071 Arbitres : Eric Lewis, Ben Taylor, Gediminas Petraitis | TNT |
| 17 avril 2022 21h00 EDT | Rapport | Score par mi-temps : 34-53, 65-57                          |                                                         |                                                         |  | Footprint Center, Phoenix, Arizona Affluence : 17 071 Arbitres : Eric Lewis, Ben Taylor, Gediminas Petraitis | TNT |
| 17 avril 2022 21h00 EDT | Rapport | C. J. McCollum, 25 Jonas Valančiūnas, 25 C. J. McCollum, 6 | Points Rebonds Passes d.                                | Chris Paul, 30 Deandre Ayton, 9 Chris Paul, 10          |  | Footprint Center, Phoenix, Arizona Affluence : 17 071 Arbitres : Eric Lewis, Ben Taylor, Gediminas Petraitis | TNT |

| 19 avril 2022 22h00 EDT | Rapport | Pelicans de La Nouvelle-Orléans 125, Suns de Phoenix 114     | Pelicans de La Nouvelle-Orléans 125, Suns de Phoenix 114 | Pelicans de La Nouvelle-Orléans 125, Suns de Phoenix 114 |  | Footprint Center, Phoenix, Arizona Affluence : 17 071 Arbitres : Scott Foster, Tony Brothers, Pat Fraher | TNT |
| 19 avril 2022 22h00 EDT | Rapport | Score par quart-temps : 30-28, 26-33, 34-22, 35-31           |                                                          |                                                          |  | Footprint Center, Phoenix, Arizona Affluence : 17 071 Arbitres : Scott Foster, Tony Brothers, Pat Fraher | TNT |
| 19 avril 2022 22h00 EDT | Rapport | Score par mi-temps : 56-61, 69-53                            |                                                          |                                                          |  | Footprint Center, Phoenix, Arizona Affluence : 17 071 Arbitres : Scott Foster, Tony Brothers, Pat Fraher | TNT |
| 19 avril 2022 22h00 EDT | Rapport | Brandon Ingram, 37 Jonas Valančiūnas, 13 Ingram, McCollum, 9 | Points Rebonds Passes d.                                 | Devin Booker, 31 Deandre Ayton, 9 Chris Paul, 14         |  | Footprint Center, Phoenix, Arizona Affluence : 17 071 Arbitres : Scott Foster, Tony Brothers, Pat Fraher | TNT |

| 22 avril 2022 22h00 EDT | Rapport | Suns de Phoenix 114, Pelicans de La Nouvelle-Orléans 111 | Suns de Phoenix 114, Pelicans de La Nouvelle-Orléans 111 | Suns de Phoenix 114, Pelicans de La Nouvelle-Orléans 111   |  | Smoothie King Center, La Nouvelle-Orléans, Louisiane Affluence : 18 962 Arbitres : Zach Zarba, Curtis Blair, Brent Barnaky | ESPN |
| 22 avril 2022 22h00 EDT | Rapport | Score par quart-temps : 28-29, 31-19, 22-31, 33-32       |                                                          |                                                            |  | Smoothie King Center, La Nouvelle-Orléans, Louisiane Affluence : 18 962 Arbitres : Zach Zarba, Curtis Blair, Brent Barnaky | ESPN |
| 22 avril 2022 22h00 EDT | Rapport | Score par mi-temps : 59-48, 55-63                        |                                                          |                                                            |  | Smoothie King Center, La Nouvelle-Orléans, Louisiane Affluence : 18 962 Arbitres : Zach Zarba, Curtis Blair, Brent Barnaky | ESPN |
| 22 avril 2022 22h00 EDT | Rapport | Paul, Ayton, 28 Deandre Ayton, 17 Chris Paul, 14         | Points Rebonds Passes d.                                 | Brandon Ingram, 34 Jonas Valančiūnas, 11 C. J. McCollum, 7 |  | Smoothie King Center, La Nouvelle-Orléans, Louisiane Affluence : 18 962 Arbitres : Zach Zarba, Curtis Blair, Brent Barnaky | ESPN |

| 24 avril 2022 21h30 EDT | Rapport | Suns de Phoenix 103, Pelicans de La Nouvelle-Orléans 118 | Suns de Phoenix 103, Pelicans de La Nouvelle-Orléans 118 | Suns de Phoenix 103, Pelicans de La Nouvelle-Orléans 118   |  | Smoothie King Center, La Nouvelle-Orléans, Louisiane Arbitres : Marc Davis, Josh Tiven, Tom Washington | TNT |
| 24 avril 2022 21h30 EDT | Rapport | Score par quart-temps : 22-25, 29-24, 23-35, 29-34       |                                                          |                                                            |  | Smoothie King Center, La Nouvelle-Orléans, Louisiane Arbitres : Marc Davis, Josh Tiven, Tom Washington | TNT |
| 24 avril 2022 21h30 EDT | Rapport | Score par mi-temps : 51-49, 52-69                        |                                                          |                                                            |  | Smoothie King Center, La Nouvelle-Orléans, Louisiane Arbitres : Marc Davis, Josh Tiven, Tom Washington | TNT |
| 24 avril 2022 21h30 EDT | Rapport | Deandre Ayton, 23 Deandre Ayton, 8 Chris Paul, 11        | Points Rebonds Passes d.                                 | Brandon Ingram, 30 Jonas Valančiūnas, 15 Brandon Ingram, 5 |  | Smoothie King Center, La Nouvelle-Orléans, Louisiane Arbitres : Marc Davis, Josh Tiven, Tom Washington | TNT |

| 26 avril 2022 22h00 EDT | Rapport | Pelicans de La Nouvelle-Orléans 97, Suns de Phoenix 112      | Pelicans de La Nouvelle-Orléans 97, Suns de Phoenix 112 | Pelicans de La Nouvelle-Orléans 97, Suns de Phoenix 112 |  | Footprint Center, Phoenix, Arizona Affluence : 17 071 Arbitres : David Guthrie, Courtney Kirkland, Karl Lane | TNT |
| 26 avril 2022 22h00 EDT | Rapport | Score par quart-temps : 20-32, 26-27, 32-30, 19-23           |                                                         |                                                         |  | Footprint Center, Phoenix, Arizona Affluence : 17 071 Arbitres : David Guthrie, Courtney Kirkland, Karl Lane | TNT |
| 26 avril 2022 22h00 EDT | Rapport | Score par mi-temps : 46-59, 51-53                            |                                                         |                                                         |  | Footprint Center, Phoenix, Arizona Affluence : 17 071 Arbitres : David Guthrie, Courtney Kirkland, Karl Lane | TNT |
| 26 avril 2022 22h00 EDT | Rapport | Brandon Ingram, 22 Jonas Valančiūnas, 14 Ingram, McCollum, 5 | Points Rebonds Passes d.                                | Mikal Bridges, 31 Johnson, Ayton, 9 Chris Paul, 11      |  | Footprint Center, Phoenix, Arizona Affluence : 17 071 Arbitres : David Guthrie, Courtney Kirkland, Karl Lane | TNT |

| 28 avril 2022 19h30 EDT | Rapport | Suns de Phoenix 115, Pelicans de La Nouvelle-Orléans 109 | Suns de Phoenix 115, Pelicans de La Nouvelle-Orléans 109 | Suns de Phoenix 115, Pelicans de La Nouvelle-Orléans 109        |  | Smoothie King Center, La Nouvelle-Orléans, Louisiane Affluence : 18 170 Arbitres : Kane Fitzgerald, Tony Brothers, Tyler Ford | TNT |
| 28 avril 2022 19h30 EDT | Rapport | Score par quart-temps : 28-28, 20-30, 34-27, 33-24       |                                                          |                                                                 |  | Smoothie King Center, La Nouvelle-Orléans, Louisiane Affluence : 18 170 Arbitres : Kane Fitzgerald, Tony Brothers, Tyler Ford | TNT |
| 28 avril 2022 19h30 EDT | Rapport | Score par mi-temps : 48-58, 67-51                        |                                                          |                                                                 |  | Smoothie King Center, La Nouvelle-Orléans, Louisiane Affluence : 18 170 Arbitres : Kane Fitzgerald, Tony Brothers, Tyler Ford | TNT |
| 28 avril 2022 19h30 EDT | Rapport | Chris Paul, 33 Deandre Ayton, 7 Chris Paul, 8            | Points Rebonds Passes d.                                 | Brandon Ingram, 21 Valančiūnas, Nance Jr., 8 Brandon Ingram, 11 |  | Smoothie King Center, La Nouvelle-Orléans, Louisiane Affluence : 18 170 Arbitres : Kane Fitzgerald, Tony Brothers, Tyler Ford | TNT |
| 28 avril 2022 19h30 EDT | Rapport | Phoenix remporte la série 4 à 2.                         |                                                          |                                                                 |  | Smoothie King Center, La Nouvelle-Orléans, Louisiane Affluence : 18 170 Arbitres : Kane Fitzgerald, Tony Brothers, Tyler Ford | TNT |

Matchs de saison régulière
Phoenix remporte la série 3 à 1.
| 2 novembre 2021 | Rapport | Pelicans de La Nouvelle-Orléans 100, Suns de Phoenix 112 | Pelicans de La Nouvelle-Orléans 100, Suns de Phoenix 112 | Pelicans de La Nouvelle-Orléans 100, Suns de Phoenix 112 |  | Footprint Center, Phoenix, Arizona |

| 4 janvier 2022 | Rapport | Suns de Phoenix 123, Pelicans de La Nouvelle-Orléans 110 | Suns de Phoenix 123, Pelicans de La Nouvelle-Orléans 110 | Suns de Phoenix 123, Pelicans de La Nouvelle-Orléans 110 |  | Smoothie King Center, La Nouvelle-Orléans, Louisiane |

| 25 février 2022 | Rapport | Pelicans de La Nouvelle-Orléans 117, Suns de Phoenix 102 | Pelicans de La Nouvelle-Orléans 117, Suns de Phoenix 102 | Pelicans de La Nouvelle-Orléans 117, Suns de Phoenix 102 |  | Footprint Center, Phoenix, Arizona |

| 15 mars 2022 | Rapport | Suns de Phoenix 131, Pelicans de La Nouvelle-Orléans 115 | Suns de Phoenix 131, Pelicans de La Nouvelle-Orléans 115 | Suns de Phoenix 131, Pelicans de La Nouvelle-Orléans 115 |  | Smoothie King Center, La Nouvelle-Orléans, Louisiane |

Dernière rencontre en playoffsC'est la première fois que ces deux équipes se rencontrent en playoffs.

#### (2)Grizzlies de Memphisvs.Timberwolves du Minnesota(7)
| 16 avril 2022 15h30 EDT | Rapport | Timberwolves du Minnesota 130, Grizzlies de Memphis 117        | Timberwolves du Minnesota 130, Grizzlies de Memphis 117 | Timberwolves du Minnesota 130, Grizzlies de Memphis 117 |  | FedExForum, Memphis, Tennessee Affluence : 17 794 Arbitres : David Guthrie, Sean Wright, Tom Washington | ESPN |
| 16 avril 2022 15h30 EDT | Rapport | Score par quart-temps : 41-33, 24-29, 32-30, 33-25             |                                                         |                                                         |  | FedExForum, Memphis, Tennessee Affluence : 17 794 Arbitres : David Guthrie, Sean Wright, Tom Washington | ESPN |
| 16 avril 2022 15h30 EDT | Rapport | Score par mi-temps : 65-62, 65-55                              |                                                         |                                                         |  | FedExForum, Memphis, Tennessee Affluence : 17 794 Arbitres : David Guthrie, Sean Wright, Tom Washington | ESPN |
| 16 avril 2022 15h30 EDT | Rapport | Anthony Edwards, 36 Karl-Anthony Towns, 13 D'Angelo Russell, 9 | Points Rebonds Passes d.                                | Ja Morant, 32 Brandon Clarke, 12 Ja Morant, 8           |  | FedExForum, Memphis, Tennessee Affluence : 17 794 Arbitres : David Guthrie, Sean Wright, Tom Washington | ESPN |

| 19 avril 2022 20h30 EDT | Rapport | Timberwolves du Minnesota 96, Grizzlies de Memphis 124      | Timberwolves du Minnesota 96, Grizzlies de Memphis 124 | Timberwolves du Minnesota 96, Grizzlies de Memphis 124 |  | FedExForum, Memphis, Tennessee Affluence : 17 794 Arbitres : Zach Zarba, James Williams, Mitchell Ervin | NBA TV |
| 19 avril 2022 20h30 EDT | Rapport | Score par quart-temps : 32-33, 17-27, 28-36, 19-28          |                                                        |                                                        |  | FedExForum, Memphis, Tennessee Affluence : 17 794 Arbitres : Zach Zarba, James Williams, Mitchell Ervin | NBA TV |
| 19 avril 2022 20h30 EDT | Rapport | Score par mi-temps : 48-60, 47-64                           |                                                        |                                                        |  | FedExForum, Memphis, Tennessee Affluence : 17 794 Arbitres : Zach Zarba, James Williams, Mitchell Ervin | NBA TV |
| 19 avril 2022 20h30 EDT | Rapport | Anthony Edwards, 20 Karl-Anthony Towns, 11 Trois joueurs, 4 | Points Rebonds Passes d.                               | Ja Morant, 23 Ja Morant, 9 Ja Morant, 10               |  | FedExForum, Memphis, Tennessee Affluence : 17 794 Arbitres : Zach Zarba, James Williams, Mitchell Ervin | NBA TV |

| 21 avril 2022 19h30 EDT | Rapport | Grizzlies de Memphis 104, Timberwolves du Minnesota 95 | Grizzlies de Memphis 104, Timberwolves du Minnesota 95 | Grizzlies de Memphis 104, Timberwolves du Minnesota 95         |  | Target Center, Minneapolis, Minnesota Affluence : 19 634 Arbitres : James Capers, Josh Tiven, Scott Twardoski | TNT |
| 21 avril 2022 19h30 EDT | Rapport | Score par quart-temps : 21-39, 23-12, 23-32, 37-12     |                                                        |                                                                |  | Target Center, Minneapolis, Minnesota Affluence : 19 634 Arbitres : James Capers, Josh Tiven, Scott Twardoski | TNT |
| 21 avril 2022 19h30 EDT | Rapport | Score par mi-temps : 44-51, 60-44                      |                                                        |                                                                |  | Target Center, Minneapolis, Minnesota Affluence : 19 634 Arbitres : James Capers, Josh Tiven, Scott Twardoski | TNT |
| 21 avril 2022 19h30 EDT | Rapport | Desmond Bane, 26 Ja Morant, 10 Ja Morant, 10           | Points Rebonds Passes d.                               | D'Angelo Russell, 22 Jarred Vanderbilt, 13 D'Angelo Russell, 8 |  | Target Center, Minneapolis, Minnesota Affluence : 19 634 Arbitres : James Capers, Josh Tiven, Scott Twardoski | TNT |

| 23 avril 2022 22h00 EDT | Rapport | Grizzlies de Memphis 118, Timberwolves du Minnesota 119 | Grizzlies de Memphis 118, Timberwolves du Minnesota 119 | Grizzlies de Memphis 118, Timberwolves du Minnesota 119           |  | Target Center, Minneapolis, Minnesota Affluence : 19 832 Arbitres : John Goble, Bill Kennedy, Tre Maddox | ESPN |
| 23 avril 2022 22h00 EDT | Rapport | Score par quart-temps : 28-33, 28-27, 31-33, 31-26      |                                                         |                                                                   |  | Target Center, Minneapolis, Minnesota Affluence : 19 832 Arbitres : John Goble, Bill Kennedy, Tre Maddox | ESPN |
| 23 avril 2022 22h00 EDT | Rapport | Score par mi-temps : 56-60, 62-59                       |                                                         |                                                                   |  | Target Center, Minneapolis, Minnesota Affluence : 19 832 Arbitres : John Goble, Bill Kennedy, Tre Maddox | ESPN |
| 23 avril 2022 22h00 EDT | Rapport | Desmond Bane, 34 Ja Morant, 8 Ja Morant, 15             | Points Rebonds Passes d.                                | Karl-Anthony Towns, 33 Karl-Anthony Towns, 14 D'Angelo Russell, 7 |  | Target Center, Minneapolis, Minnesota Affluence : 19 832 Arbitres : John Goble, Bill Kennedy, Tre Maddox | ESPN |

| 26 avril 2022 19h30 EDT | Rapport | Timberwolves du Minnesota 109, Grizzlies de Memphis 111           | Timberwolves du Minnesota 109, Grizzlies de Memphis 111 | Timberwolves du Minnesota 109, Grizzlies de Memphis 111 |  | FedExForum, Memphis, Tennessee Affluence : 17 794 Arbitres : Marc Davis, Tyler Ford, Gediminas Petraitis | TNT |
| 26 avril 2022 19h30 EDT | Rapport | Score par quart-temps : 31-28, 24-25, 30-21, 24-37                |                                                         |                                                         |  | FedExForum, Memphis, Tennessee Affluence : 17 794 Arbitres : Marc Davis, Tyler Ford, Gediminas Petraitis | TNT |
| 26 avril 2022 19h30 EDT | Rapport | Score par mi-temps : 55-53, 54-58                                 |                                                         |                                                         |  | FedExForum, Memphis, Tennessee Affluence : 17 794 Arbitres : Marc Davis, Tyler Ford, Gediminas Petraitis | TNT |
| 26 avril 2022 19h30 EDT | Rapport | Karl-Anthony Towns, 28 Karl-Anthony Towns, 12 D'Angelo Russell, 8 | Points Rebonds Passes d.                                | Ja Morant, 30 Brandon Clarke, 15 Ja Morant, 9           |  | FedExForum, Memphis, Tennessee Affluence : 17 794 Arbitres : Marc Davis, Tyler Ford, Gediminas Petraitis | TNT |

| 29 avril 2022 21h00 EDT | Rapport | Grizzlies de Memphis 114, Timberwolves du Minnesota 106 | Grizzlies de Memphis 114, Timberwolves du Minnesota 106 | Grizzlies de Memphis 114, Timberwolves du Minnesota 106       |  | Target Center, Minneapolis, Minnesota Affluence : 20 323 Arbitres : Scott Foster, Courtney Kirkland, Mark Lindsay | ESPN |
| 29 avril 2022 21h00 EDT | Rapport | Score par quart-temps : 28-29, 21-23, 25-32, 40-22      |                                                         |                                                               |  | Target Center, Minneapolis, Minnesota Affluence : 20 323 Arbitres : Scott Foster, Courtney Kirkland, Mark Lindsay | ESPN |
| 29 avril 2022 21h00 EDT | Rapport | Score par mi-temps : 49-52, 65-54                       |                                                         |                                                               |  | Target Center, Minneapolis, Minnesota Affluence : 20 323 Arbitres : Scott Foster, Courtney Kirkland, Mark Lindsay | ESPN |
| 29 avril 2022 21h00 EDT | Rapport | Bane, Brooks, 23 Jaren Jackson Jr., 14 Ja Morant, 11    | Points Rebonds Passes d.                                | Anthony Edwards, 30 Karl-Anthony Towns, 10 Anthony Edwards, 5 |  | Target Center, Minneapolis, Minnesota Affluence : 20 323 Arbitres : Scott Foster, Courtney Kirkland, Mark Lindsay | ESPN |
| 29 avril 2022 21h00 EDT | Rapport | Memphis remporte la série 4 à 2.                        |                                                         |                                                               |  | Target Center, Minneapolis, Minnesota Affluence : 20 323 Arbitres : Scott Foster, Courtney Kirkland, Mark Lindsay | ESPN |

Matchs de saison régulière
Égalité dans la série 2 à 2.
| 8 novembre 2021 | Rapport | Timberwolves du Minnesota 118, Grizzlies de Memphis 125 | Timberwolves du Minnesota 118, Grizzlies de Memphis 125 | Timberwolves du Minnesota 118, Grizzlies de Memphis 125 |  | FedExForum, Memphis, Tennessee |

| 20 novembre 2021 | Rapport | Grizzlies de Memphis 95, Timberwolves du Minnesota 138 | Grizzlies de Memphis 95, Timberwolves du Minnesota 138 | Grizzlies de Memphis 95, Timberwolves du Minnesota 138 |  | Target Center, Minneapolis, Minnesota |

| 13 janvier 2022 | Rapport | Timberwolves du Minnesota 108, Grizzlies de Memphis 116 | Timberwolves du Minnesota 108, Grizzlies de Memphis 116 | Timberwolves du Minnesota 108, Grizzlies de Memphis 116 |  | FedExForum, Memphis, Tennessee |

| 24 février 2022 | Rapport | Grizzlies de Memphis 114, Timberwolves du Minnesota 119 | Grizzlies de Memphis 114, Timberwolves du Minnesota 119 | Grizzlies de Memphis 114, Timberwolves du Minnesota 119 |  | Target Center, Minneapolis, Minnesota |

Dernière rencontre en playoffsC'est la première fois que ces deux équipes se rencontrent en playoffs.

#### (3)Warriors de Golden Statevs.Nuggets de Denver(6)
| 16 avril 2022 20h30 EDT | Rapport | Nuggets de Denver 107, Warriors de Golden State 123 | Nuggets de Denver 107, Warriors de Golden State 123 | Nuggets de Denver 107, Warriors de Golden State 123  |  | Chase Center, San Francisco, Californie Affluence : 18 064 Arbitres : Scott Foster, Ed Malloy, Karl Lane | ABC |
| 16 avril 2022 20h30 EDT | Rapport | Score par quart-temps : 27-26, 20-32, 23-32, 37-33  |                                                     |                                                      |  | Chase Center, San Francisco, Californie Affluence : 18 064 Arbitres : Scott Foster, Ed Malloy, Karl Lane | ABC |
| 16 avril 2022 20h30 EDT | Rapport | Score par mi-temps : 47-58, 60-65                   |                                                     |                                                      |  | Chase Center, San Francisco, Californie Affluence : 18 064 Arbitres : Scott Foster, Ed Malloy, Karl Lane | ABC |
| 16 avril 2022 20h30 EDT | Rapport | Nikola Jokić, 25 Nikola Jokić, 10 Morris, Jokić, 6  | Points Rebonds Passes d.                            | Jordan Poole, 30 Andrew Wiggins, 9 Draymond Green, 9 |  | Chase Center, San Francisco, Californie Affluence : 18 064 Arbitres : Scott Foster, Ed Malloy, Karl Lane | ABC |

| 18 avril 2022 22h00 EDT | Rapport | Nuggets de Denver 106, Warriors de Golden State 126 | Nuggets de Denver 106, Warriors de Golden State 126 | Nuggets de Denver 106, Warriors de Golden State 126 |  | Chase Center, San Francisco, Californie Affluence : 18 064 Arbitres : Curtis Blair, Kevin Cutler, Kane Fitzgerald | TNT |
| 18 avril 2022 22h00 EDT | Rapport | Score par quart-temps : 26-25, 25-32, 30-44, 25-25  |                                                     |                                                     |  | Chase Center, San Francisco, Californie Affluence : 18 064 Arbitres : Curtis Blair, Kevin Cutler, Kane Fitzgerald | TNT |
| 18 avril 2022 22h00 EDT | Rapport | Score par mi-temps : 51-57, 55-69                   |                                                     |                                                     |  | Chase Center, San Francisco, Californie Affluence : 18 064 Arbitres : Curtis Blair, Kevin Cutler, Kane Fitzgerald | TNT |
| 18 avril 2022 22h00 EDT | Rapport | Nikola Jokić, 26 Nikola Jokić, 11 Nikola Jokić, 4   | Points Rebonds Passes d.                            | Stephen Curry, 34 Andrew Wiggins, 8 Jordan Poole, 8 |  | Chase Center, San Francisco, Californie Affluence : 18 064 Arbitres : Curtis Blair, Kevin Cutler, Kane Fitzgerald | TNT |

| 21 avril 2022 22h00 EDT | Rapport | Warriors de Golden State 118, Nuggets de Denver 113   | Warriors de Golden State 118, Nuggets de Denver 113 | Warriors de Golden State 118, Nuggets de Denver 113 |  | Ball Arena, Denver, Colorado Affluence : 19 627 Arbitres : David Guthrie, Courtney Kirkland, Mark Lindsay | TNT |
| 21 avril 2022 22h00 EDT | Rapport | Score par quart-temps : 34-32, 35-27, 18-30, 31-24    |                                                     |                                                     |  | Ball Arena, Denver, Colorado Affluence : 19 627 Arbitres : David Guthrie, Courtney Kirkland, Mark Lindsay | TNT |
| 21 avril 2022 22h00 EDT | Rapport | Score par mi-temps : 69-59, 49-54                     |                                                     |                                                     |  | Ball Arena, Denver, Colorado Affluence : 19 627 Arbitres : David Guthrie, Courtney Kirkland, Mark Lindsay | TNT |
| 21 avril 2022 22h00 EDT | Rapport | Poole, Curry, 27 Andrew Wiggins, 6 Draymond Green, 10 | Points Rebonds Passes d.                            | Nikola Jokić, 37 Nikola Jokić, 18 Monté Morris, 6   |  | Ball Arena, Denver, Colorado Affluence : 19 627 Arbitres : David Guthrie, Courtney Kirkland, Mark Lindsay | TNT |

| 24 avril 2022 15h30 EDT | Rapport | Warriors de Golden State 121, Nuggets de Denver 126  | Warriors de Golden State 121, Nuggets de Denver 126 | Warriors de Golden State 121, Nuggets de Denver 126 |  | Ball Arena, Denver, Colorado Affluence : 19 628 Arbitres : Zach Zarba, Pat Fraher, Mitchell Ervin | ABC |
| 24 avril 2022 15h30 EDT | Rapport | Score par quart-temps : 21-26, 31-37, 37-35, 32-28   |                                                     |                                                     |  | Ball Arena, Denver, Colorado Affluence : 19 628 Arbitres : Zach Zarba, Pat Fraher, Mitchell Ervin | ABC |
| 24 avril 2022 15h30 EDT | Rapport | Score par mi-temps : 52-63, 69-63                    |                                                     |                                                     |  | Ball Arena, Denver, Colorado Affluence : 19 628 Arbitres : Zach Zarba, Pat Fraher, Mitchell Ervin | ABC |
| 24 avril 2022 15h30 EDT | Rapport | Stephen Curry, 33 Draymond Green, 11 Jordan Poole, 9 | Points Rebonds Passes d.                            | Nikola Jokić, 37 Nikola Jokić, 8 Nah'Shon Hyland, 7 |  | Ball Arena, Denver, Colorado Affluence : 19 628 Arbitres : Zach Zarba, Pat Fraher, Mitchell Ervin | ABC |

| 27 avril 2022 22h00 EDT | Rapport | Nuggets de Denver 98, Warriors de Golden State 102 | Nuggets de Denver 98, Warriors de Golden State 102 | Nuggets de Denver 98, Warriors de Golden State 102   |  | Chase Center, San Francisco, Californie Affluence : 18 064 Arbitres : James Capers, Josh Tiven, Brian Forte | TNT |
| 27 avril 2022 22h00 EDT | Rapport | Score par quart-temps : 25-30, 23-18, 30-22, 20-32 |                                                    |                                                      |  | Chase Center, San Francisco, Californie Affluence : 18 064 Arbitres : James Capers, Josh Tiven, Brian Forte | TNT |
| 27 avril 2022 22h00 EDT | Rapport | Score par mi-temps : 48-48, 50-54                  |                                                    |                                                      |  | Chase Center, San Francisco, Californie Affluence : 18 064 Arbitres : James Capers, Josh Tiven, Brian Forte | TNT |
| 27 avril 2022 22h00 EDT | Rapport | Nikola Jokić, 30 Nikola Jokić, 19 Nikola Jokić, 8  | Points Rebonds Passes d.                           | Stephen Curry, 30 Klay Thompson, 9 Draymond Green, 6 |  | Chase Center, San Francisco, Californie Affluence : 18 064 Arbitres : James Capers, Josh Tiven, Brian Forte | TNT |
| 27 avril 2022 22h00 EDT | Rapport | Golden State remporte la série 4 à 1.              |                                                    |                                                      |  | Chase Center, San Francisco, Californie Affluence : 18 064 Arbitres : James Capers, Josh Tiven, Brian Forte | TNT |

Matchs de saison régulière
Denver remporte la série 3 à 1.
| 28 décembre 2021 | Rapport | Nuggets de Denver 89, Warriors de Golden State 86 | Nuggets de Denver 89, Warriors de Golden State 86 | Nuggets de Denver 89, Warriors de Golden State 86 |  | Chase Center, San Francisco, Californie |

| 14 janvier 2022 | Rapport | Nuggets de Denver 117, Warriors de Golden State 116 | Nuggets de Denver 117, Warriors de Golden State 116 | Nuggets de Denver 117, Warriors de Golden State 116 |  | Chase Center, San Francisco, Californie |

| 7 mars 2022 | Rapport | Warriors de Golden State 124, Nuggets de Denver 131 | Warriors de Golden State 124, Nuggets de Denver 131 | Warriors de Golden State 124, Nuggets de Denver 131 |  | Ball Arena, Denver, Colorado |

| 10 mars 2022 | Rapport | Warriors de Golden State 113, Nuggets de Denver 102 | Warriors de Golden State 113, Nuggets de Denver 102 | Warriors de Golden State 113, Nuggets de Denver 102 |  | Ball Arena, Denver, Colorado |

Dernière rencontre en playoffsPremier tour de conférence Ouest 2013 (Golden State gagne 4-2).

#### (4)Mavericks de Dallasvs.Jazz de l'Utah(5)
| 16 avril 2022 13h00 EDT | Rapport | Jazz de l'Utah 99, Mavericks de Dallas 93                | Jazz de l'Utah 99, Mavericks de Dallas 93 | Jazz de l'Utah 99, Mavericks de Dallas 93               |  | American Airlines Center, Dallas, Texas Affluence : 20 013 Arbitres : James Capers, Pat Fraher, Tyler Ford | ESPN |
| 16 avril 2022 13h00 EDT | Rapport | Score par quart-temps : 20-23, 25-20, 28-22, 26-28       |                                           |                                                         |  | American Airlines Center, Dallas, Texas Affluence : 20 013 Arbitres : James Capers, Pat Fraher, Tyler Ford | ESPN |
| 16 avril 2022 13h00 EDT | Rapport | Score par mi-temps : 45-43, 54-50                        |                                           |                                                         |  | American Airlines Center, Dallas, Texas Affluence : 20 013 Arbitres : James Capers, Pat Fraher, Tyler Ford | ESPN |
| 16 avril 2022 13h00 EDT | Rapport | Donovan Mitchell, 32 Rudy Gobert, 17 Donovan Mitchell, 6 | Points Rebonds Passes d.                  | Jalen Brunson, 24 Jalen Brunson, 7 Spencer Dinwiddie, 8 |  | American Airlines Center, Dallas, Texas Affluence : 20 013 Arbitres : James Capers, Pat Fraher, Tyler Ford | ESPN |

| 18 avril 2022 20h30 EDT | Rapport | Jazz de l'Utah 104, Mavericks de Dallas 110              | Jazz de l'Utah 104, Mavericks de Dallas 110 | Jazz de l'Utah 104, Mavericks de Dallas 110             |  | American Airlines Center, Dallas, Texas Affluence : 20 113 Arbitres : David Guthrie, Courtney Kirkland, Ed Malloy | NBA TV |
| 18 avril 2022 20h30 EDT | Rapport | Score par quart-temps : 24-24, 31-24, 26-29, 23-33       |                                             |                                                         |  | American Airlines Center, Dallas, Texas Affluence : 20 113 Arbitres : David Guthrie, Courtney Kirkland, Ed Malloy | NBA TV |
| 18 avril 2022 20h30 EDT | Rapport | Score par mi-temps : 55-48, 49-62                        |                                             |                                                         |  | American Airlines Center, Dallas, Texas Affluence : 20 113 Arbitres : David Guthrie, Courtney Kirkland, Ed Malloy | NBA TV |
| 18 avril 2022 20h30 EDT | Rapport | Donovan Mitchell, 34 Rudy Gobert, 17 Donovan Mitchell, 5 | Points Rebonds Passes d.                    | Jalen Brunson, 41 Jalen Brunson, 8 Spencer Dinwiddie, 6 |  | American Airlines Center, Dallas, Texas Affluence : 20 113 Arbitres : David Guthrie, Courtney Kirkland, Ed Malloy | NBA TV |

| 21 avril 2022 21h00 EDT | Rapport | Mavericks de Dallas 126, Jazz de l'Utah 118                  | Mavericks de Dallas 126, Jazz de l'Utah 118 | Mavericks de Dallas 126, Jazz de l'Utah 118                  |  | Vivint Smart Home Arena, Salt Lake City, Utah Affluence : 18 306 Arbitres : John Goble, Tre Maddox, Nick Buchert | NBA TV |
| 21 avril 2022 21h00 EDT | Rapport | Score par quart-temps : 27-20, 41-31, 29-40, 29-27           |                                             |                                                              |  | Vivint Smart Home Arena, Salt Lake City, Utah Affluence : 18 306 Arbitres : John Goble, Tre Maddox, Nick Buchert | NBA TV |
| 21 avril 2022 21h00 EDT | Rapport | Score par mi-temps : 68-51, 58-67                            |                                             |                                                              |  | Vivint Smart Home Arena, Salt Lake City, Utah Affluence : 18 306 Arbitres : John Goble, Tre Maddox, Nick Buchert | NBA TV |
| 21 avril 2022 21h00 EDT | Rapport | Jalen Brunson, 31 Dorian Finney-Smith, 8 Dinwiddie, Green, 6 | Points Rebonds Passes d.                    | Donovan Mitchell, 32 Rudy Gobert, 7 Conley, Jr., Mitchell, 6 |  | Vivint Smart Home Arena, Salt Lake City, Utah Affluence : 18 306 Arbitres : John Goble, Tre Maddox, Nick Buchert | NBA TV |

| 23 avril 2022 16h30 EDT | Rapport | Mavericks de Dallas 99, Jazz de l'Utah 100         | Mavericks de Dallas 99, Jazz de l'Utah 100 | Mavericks de Dallas 99, Jazz de l'Utah 100              |  | Vivint Smart Home Arena, Salt Lake City, Utah Affluence : 18 306 Arbitres : Kane Fitzgerald, James Williams, Michael Smith | TNT |
| 23 avril 2022 16h30 EDT | Rapport | Score par quart-temps : 23-24, 19-30, 39-24, 18-22 |                                            |                                                         |  | Vivint Smart Home Arena, Salt Lake City, Utah Affluence : 18 306 Arbitres : Kane Fitzgerald, James Williams, Michael Smith | TNT |
| 23 avril 2022 16h30 EDT | Rapport | Score par mi-temps : 42-54, 57-46                  |                                            |                                                         |  | Vivint Smart Home Arena, Salt Lake City, Utah Affluence : 18 306 Arbitres : Kane Fitzgerald, James Williams, Michael Smith | TNT |
| 23 avril 2022 16h30 EDT | Rapport | Luka Dončić, 30 Luka Dončić, 10 Luka Dončić, 4     | Points Rebonds Passes d.                   | Jordan Clarkson, 25 Rudy Gobert, 15 Donovan Mitchell, 7 |  | Vivint Smart Home Arena, Salt Lake City, Utah Affluence : 18 306 Arbitres : Kane Fitzgerald, James Williams, Michael Smith | TNT |

| 25 avril 2022 21h30 EDT | Rapport | Jazz de l'Utah 77, Mavericks de Dallas 102              | Jazz de l'Utah 77, Mavericks de Dallas 102 | Jazz de l'Utah 77, Mavericks de Dallas 102     |  | American Airlines Center, Dallas, Texas Affluence : 20 577 Arbitres : James Capers, Tony Brothers, Jacyn Goble | TNT |
| 25 avril 2022 21h30 EDT | Rapport | Score par quart-temps : 18-24, 18-28, 19-29, 22-21      |                                            |                                                |  | American Airlines Center, Dallas, Texas Affluence : 20 577 Arbitres : James Capers, Tony Brothers, Jacyn Goble | TNT |
| 25 avril 2022 21h30 EDT | Rapport | Score par mi-temps : 36-52, 41-50                       |                                            |                                                |  | American Airlines Center, Dallas, Texas Affluence : 20 577 Arbitres : James Capers, Tony Brothers, Jacyn Goble | TNT |
| 25 avril 2022 21h30 EDT | Rapport | Jordan Clarkson, 20 Rudy Gobert, 11 Mike Conley, Jr., 5 | Points Rebonds Passes d.                   | Luka Dončić, 33 Luka Dončić, 13 Luka Dončić, 5 |  | American Airlines Center, Dallas, Texas Affluence : 20 577 Arbitres : James Capers, Tony Brothers, Jacyn Goble | TNT |

| 28 avril 2022 22h00 EDT | Rapport | Mavericks de Dallas 98, Jazz de l'Utah 96                  | Mavericks de Dallas 98, Jazz de l'Utah 96 | Mavericks de Dallas 98, Jazz de l'Utah 96                |  | Vivint Smart Home Arena, Salt Lake City, Utah Affluence : 18 306 Arbitres : David Guthrie, Sean Wright, Pat Fraher | TNT |
| 28 avril 2022 22h00 EDT | Rapport | Score par quart-temps : 15-21, 26-32, 36-19, 21-24         |                                           |                                                          |  | Vivint Smart Home Arena, Salt Lake City, Utah Affluence : 18 306 Arbitres : David Guthrie, Sean Wright, Pat Fraher | TNT |
| 28 avril 2022 22h00 EDT | Rapport | Score par mi-temps : 41-53, 57-43                          |                                           |                                                          |  | Vivint Smart Home Arena, Salt Lake City, Utah Affluence : 18 306 Arbitres : David Guthrie, Sean Wright, Pat Fraher | TNT |
| 28 avril 2022 22h00 EDT | Rapport | Dončić, Brunson, 24 Dorian Finney-Smith, 10 Luka Dončić, 8 | Points Rebonds Passes d.                  | Donovan Mitchell, 23 Rudy Gobert, 12 Donovan Mitchell, 9 |  | Vivint Smart Home Arena, Salt Lake City, Utah Affluence : 18 306 Arbitres : David Guthrie, Sean Wright, Pat Fraher | TNT |
| 28 avril 2022 22h00 EDT | Rapport | Dallas remporte la série 4 à 2.                            |                                           |                                                          |  | Vivint Smart Home Arena, Salt Lake City, Utah Affluence : 18 306 Arbitres : David Guthrie, Sean Wright, Pat Fraher | TNT |

Matchs de saison régulière
Égalité dans la série 2 à 2.
| 25 décembre 2021 | Rapport | Mavericks de Dallas 116, Jazz de l'Utah 120 | Mavericks de Dallas 116, Jazz de l'Utah 120 | Mavericks de Dallas 116, Jazz de l'Utah 120 |  | Vivint Smart Home Arena, Salt Lake City, Utah |

| 25 février 2022 | Rapport | Mavericks de Dallas 109, Jazz de l'Utah 114 | Mavericks de Dallas 109, Jazz de l'Utah 114 | Mavericks de Dallas 109, Jazz de l'Utah 114 |  | Vivint Smart Home Arena, Salt Lake City, Utah |

| 7 mars 2022 | Rapport | Jazz de l'Utah 103, Mavericks de Dallas 111 | Jazz de l'Utah 103, Mavericks de Dallas 111 | Jazz de l'Utah 103, Mavericks de Dallas 111 |  | American Airlines Center, Dallas, Texas |

| 27 mars 2022 | Rapport | Jazz de l'Utah 100, Mavericks de Dallas 114 | Jazz de l'Utah 100, Mavericks de Dallas 114 | Jazz de l'Utah 100, Mavericks de Dallas 114 |  | American Airlines Center, Dallas, Texas |

Dernière rencontre en playoffsPremier tour de conférence Ouest 2001 (Dallas gagne 3-2).

## Demi-finales de conférence

### Conférence Est

#### (1)Heat de Miamivs.76ers de Philadelphie(4)
| 2 mai 2022 19h30 EDT | Rapport | 76ers de Philadelphie 92, Heat de Miami 106        | 76ers de Philadelphie 92, Heat de Miami 106 | 76ers de Philadelphie 92, Heat de Miami 106    |  | FTX Arena, Miami, Floride Affluence : 19 620 Arbitres : Marc Davis, Sean Wright, Mark Lindsay | TNT |
| 2 mai 2022 19h30 EDT | Rapport | Score par quart-temps : 22-30, 29-20, 21-30, 20-26 |                                             |                                                |  | FTX Arena, Miami, Floride Affluence : 19 620 Arbitres : Marc Davis, Sean Wright, Mark Lindsay | TNT |
| 2 mai 2022 19h30 EDT | Rapport | Score par mi-temps : 51-50, 41-56                  |                                             |                                                |  | FTX Arena, Miami, Floride Affluence : 19 620 Arbitres : Marc Davis, Sean Wright, Mark Lindsay | TNT |
| 2 mai 2022 19h30 EDT | Rapport | Tobias Harris, 27 Harden, Reed, 9 James Harden, 5  | Points Rebonds Passes d.                    | Tyler Herro, 25 Bam Adebayo, 12 Tyler Herro, 7 |  | FTX Arena, Miami, Floride Affluence : 19 620 Arbitres : Marc Davis, Sean Wright, Mark Lindsay | TNT |

| 4 mai 2022 19h30 EDT | Rapport | 76ers de Philadelphie 103, Heat de Miami 119       | 76ers de Philadelphie 103, Heat de Miami 119 | 76ers de Philadelphie 103, Heat de Miami 119    |  | FTX Arena, Miami, Floride Affluence : 19 759 Arbitres : Zach Zarba, Josh Tiven, Tom Washington | TNT |
| 4 mai 2022 19h30 EDT | Rapport | Score par quart-temps : 24-31, 28-29, 28-31, 23-28 |                                              |                                                 |  | FTX Arena, Miami, Floride Affluence : 19 759 Arbitres : Zach Zarba, Josh Tiven, Tom Washington | TNT |
| 4 mai 2022 19h30 EDT | Rapport | Score par mi-temps : 52-60, 51-59                  |                                              |                                                 |  | FTX Arena, Miami, Floride Affluence : 19 759 Arbitres : Zach Zarba, Josh Tiven, Tom Washington | TNT |
| 4 mai 2022 19h30 EDT | Rapport | Tyrese Maxey, 34 Furkan Korkmaz, 6 James Harden, 9 | Points Rebonds Passes d.                     | Bam Adebayo, 23 Bam Adebayo, 9 Jimmy Butler, 12 |  | FTX Arena, Miami, Floride Affluence : 19 759 Arbitres : Zach Zarba, Josh Tiven, Tom Washington | TNT |

| 6 mai 2022 19h00 EDT | Rapport | Heat de Miami 79, 76ers de Philadelphie 99         | Heat de Miami 79, 76ers de Philadelphie 99 | Heat de Miami 79, 76ers de Philadelphie 99        |  | Wells Fargo Center, Philadelphie, Pennsylvanie Affluence : 21 033 Arbitres : James Capers, Ben Taylor, Ed Malloy | ESPN |
| 6 mai 2022 19h00 EDT | Rapport | Score par quart-temps : 17-21, 17-20, 31-27, 14-31 |                                            |                                                   |  | Wells Fargo Center, Philadelphie, Pennsylvanie Affluence : 21 033 Arbitres : James Capers, Ben Taylor, Ed Malloy | ESPN |
| 6 mai 2022 19h00 EDT | Rapport | Score par mi-temps : 34-41, 45-58                  |                                            |                                                   |  | Wells Fargo Center, Philadelphie, Pennsylvanie Affluence : 21 033 Arbitres : James Capers, Ben Taylor, Ed Malloy | ESPN |
| 6 mai 2022 19h00 EDT | Rapport | Jimmy Butler, 33 Jimmy Butler, 9 Kyle Lowry, 3     | Points Rebonds Passes d.                   | Maxey, Green, 21 Joel Embiid, 11 Tobias Harris, 8 |  | Wells Fargo Center, Philadelphie, Pennsylvanie Affluence : 21 033 Arbitres : James Capers, Ben Taylor, Ed Malloy | ESPN |

| 8 mai 2022 20h00 EDT | Rapport | Heat de Miami 108, 76ers de Philadelphie 116       | Heat de Miami 108, 76ers de Philadelphie 116 | Heat de Miami 108, 76ers de Philadelphie 116     |  | Wells Fargo Center, Philadelphie, Pennsylvanie Affluence : 21 194 Arbitres : Scott Foster, Eric Lewis, Brian Forte | TNT |
| 8 mai 2022 20h00 EDT | Rapport | Score par quart-temps : 28-30, 28-34, 29-25, 23-27 |                                              |                                                  |  | Wells Fargo Center, Philadelphie, Pennsylvanie Affluence : 21 194 Arbitres : Scott Foster, Eric Lewis, Brian Forte | TNT |
| 8 mai 2022 20h00 EDT | Rapport | Score par mi-temps : 56-64, 52-52                  |                                              |                                                  |  | Wells Fargo Center, Philadelphie, Pennsylvanie Affluence : 21 194 Arbitres : Scott Foster, Eric Lewis, Brian Forte | TNT |
| 8 mai 2022 20h00 EDT | Rapport | Jimmy Butler, 40 Tyler Herro, 10 Kyle Lowry, 7     | Points Rebonds Passes d.                     | James Harden, 31 Joel Embiid, 11 James Harden, 9 |  | Wells Fargo Center, Philadelphie, Pennsylvanie Affluence : 21 194 Arbitres : Scott Foster, Eric Lewis, Brian Forte | TNT |

| 10 mai 2022 19h30 EDT | Rapport | 76ers de Philadelphie 85, Heat de Miami 120        | 76ers de Philadelphie 85, Heat de Miami 120 | 76ers de Philadelphie 85, Heat de Miami 120    |  | FTX Arena, Miami, Floride Affluence : 19 868 Arbitres : Kane Fitzgerald, James Williams, Tyler Ford | TNT |
| 10 mai 2022 19h30 EDT | Rapport | Score par quart-temps : 19-31, 25-25, 22-25, 19-39 |                                             |                                                |  | FTX Arena, Miami, Floride Affluence : 19 868 Arbitres : Kane Fitzgerald, James Williams, Tyler Ford | TNT |
| 10 mai 2022 19h30 EDT | Rapport | Score par mi-temps : 44-56, 41-64                  |                                             |                                                |  | FTX Arena, Miami, Floride Affluence : 19 868 Arbitres : Kane Fitzgerald, James Williams, Tyler Ford | TNT |
| 10 mai 2022 19h30 EDT | Rapport | Joel Embiid, 17 Paul Reed, 8 James Harden, 4       | Points Rebonds Passes d.                    | Jimmy Butler, 23 Max Strus, 10 P. J. Tucker, 7 |  | FTX Arena, Miami, Floride Affluence : 19 868 Arbitres : Kane Fitzgerald, James Williams, Tyler Ford | TNT |

| 12 mai 2022 19h00 EDT | Rapport | Heat de Miami 99, 76ers de Philadelphie 90         | Heat de Miami 99, 76ers de Philadelphie 90 | Heat de Miami 99, 76ers de Philadelphie 90        |  | Wells Fargo Center, Philadelphie, Pennsylvanie Affluence : 21 082 Arbitres : David Guthrie, John Goble, Curtis Blair | ESPN |
| 12 mai 2022 19h00 EDT | Rapport | Score par quart-temps : 28-25, 21-23, 25-15, 25-27 |                                            |                                                   |  | Wells Fargo Center, Philadelphie, Pennsylvanie Affluence : 21 082 Arbitres : David Guthrie, John Goble, Curtis Blair | ESPN |
| 12 mai 2022 19h00 EDT | Rapport | Score par mi-temps : 49-48, 50-42                  |                                            |                                                   |  | Wells Fargo Center, Philadelphie, Pennsylvanie Affluence : 21 082 Arbitres : David Guthrie, John Goble, Curtis Blair | ESPN |
| 12 mai 2022 19h00 EDT | Rapport | Jimmy Butler, 32 Max Strus, 11 Gabe Vincent, 6     | Points Rebonds Passes d.                   | Embiid, Maxey, 20 Joel Embiid, 12 James Harden, 9 |  | Wells Fargo Center, Philadelphie, Pennsylvanie Affluence : 21 082 Arbitres : David Guthrie, John Goble, Curtis Blair | ESPN |
| 12 mai 2022 19h00 EDT | Rapport | Miami remporte la série 4 à 2.                     |                                            |                                                   |  | Wells Fargo Center, Philadelphie, Pennsylvanie Affluence : 21 082 Arbitres : David Guthrie, John Goble, Curtis Blair | ESPN |

Matchs de saison régulière
Égalité dans la série 2 à 2.
| 15 décembre 2021 | Rapport | Heat de Miami 101, 76ers de Philadelphie 96 | Heat de Miami 101, 76ers de Philadelphie 96 | Heat de Miami 101, 76ers de Philadelphie 96 |  | Wells Fargo Center, Philadelphie, Pennsylvanie |

| 15 janvier 2022 | Rapport | 76ers de Philadelphie 109, Heat de Miami 98 | 76ers de Philadelphie 109, Heat de Miami 98 | 76ers de Philadelphie 109, Heat de Miami 98 |  | FTX Arena, Miami, Floride |

| 5 mars 2022 | Rapport | 76ers de Philadelphie 82, Heat de Miami 99 | 76ers de Philadelphie 82, Heat de Miami 99 | 76ers de Philadelphie 82, Heat de Miami 99 |  | FTX Arena, Miami, Floride |

| 21 mars 2022 | Rapport | Heat de Miami 106, 76ers de Philadelphie 113 | Heat de Miami 106, 76ers de Philadelphie 113 | Heat de Miami 106, 76ers de Philadelphie 113 |  | Wells Fargo Center, Philadelphie, Pennsylvanie |

Dernière rencontre en playoffsPremier tour de conférence Est 2018 (Philadelphie gagne 4-1).

#### (2)Celtics de Bostonvs.Bucks de Milwaukee(3)
| 1er mai 2022 13h00 EDT | Rapport | Bucks de Milwaukee 101, Celtics de Boston 89                         | Bucks de Milwaukee 101, Celtics de Boston 89 | Bucks de Milwaukee 101, Celtics de Boston 89    |  | TD Garden, Boston, Massachusetts Affluence : 19 156 Arbitres : Scott Foster, Curtis Blair, Ed Malloy | ABC |
| 1er mai 2022 13h00 EDT | Rapport | Score par quart-temps : 27-24, 29-22, 22-24, 23-19                   |                                              |                                                 |  | TD Garden, Boston, Massachusetts Affluence : 19 156 Arbitres : Scott Foster, Curtis Blair, Ed Malloy | ABC |
| 1er mai 2022 13h00 EDT | Rapport | Score par mi-temps : 56-46, 45-43                                    |                                              |                                                 |  | TD Garden, Boston, Massachusetts Affluence : 19 156 Arbitres : Scott Foster, Curtis Blair, Ed Malloy | ABC |
| 1er mai 2022 13h00 EDT | Rapport | Jrue Holiday, 25 Giánnis Antetokoúnmpo, 13 Giánnis Antetokoúnmpo, 12 | Points Rebonds Passes d.                     | Jayson Tatum, 21 Al Horford, 10 Smart, Tatum, 6 |  | TD Garden, Boston, Massachusetts Affluence : 19 156 Arbitres : Scott Foster, Curtis Blair, Ed Malloy | ABC |

| 3 mai 2022 19h00 EDT | Rapport | Bucks de Milwaukee 86, Celtics de Boston 109                                 | Bucks de Milwaukee 86, Celtics de Boston 109 | Bucks de Milwaukee 86, Celtics de Boston 109    |  | TD Garden, Boston, Massachusetts Affluence : 19 156 Arbitres : David Guthrie, Courtney Kirkland, Tyler Ford | TNT |
| 3 mai 2022 19h00 EDT | Rapport | Score par quart-temps : 21-32, 19-33, 26-18, 20-26                           |                                              |                                                 |  | TD Garden, Boston, Massachusetts Affluence : 19 156 Arbitres : David Guthrie, Courtney Kirkland, Tyler Ford | TNT |
| 3 mai 2022 19h00 EDT | Rapport | Score par mi-temps : 40-65, 46-44                                            |                                              |                                                 |  | TD Garden, Boston, Massachusetts Affluence : 19 156 Arbitres : David Guthrie, Courtney Kirkland, Tyler Ford | TNT |
| 3 mai 2022 19h00 EDT | Rapport | Giánnis Antetokoúnmpo, 28 Giánnis Antetokoúnmpo, 9 Holiday, Antetokoúnmpo, 7 | Points Rebonds Passes d.                     | Jaylen Brown, 30 Al Horford, 11 Jayson Tatum, 8 |  | TD Garden, Boston, Massachusetts Affluence : 19 156 Arbitres : David Guthrie, Courtney Kirkland, Tyler Ford | TNT |

| 7 mai 2022 15h30 EDT | Rapport | Celtics de Boston 101, Bucks de Milwaukee 103      | Celtics de Boston 101, Bucks de Milwaukee 103 | Celtics de Boston 101, Bucks de Milwaukee 103                                |  | Fiserv Forum, Milwaukee, Wisconsin Affluence : 17 736 Arbitres : Zach Zarba, Sean Wright, Pat Fraher | ABC |
| 7 mai 2022 15h30 EDT | Rapport | Score par quart-temps : 19-22, 31-24, 17-34, 34-23 |                                               |                                                                              |  | Fiserv Forum, Milwaukee, Wisconsin Affluence : 17 736 Arbitres : Zach Zarba, Sean Wright, Pat Fraher | ABC |
| 7 mai 2022 15h30 EDT | Rapport | Score par mi-temps : 50-46, 51-57                  |                                               |                                                                              |  | Fiserv Forum, Milwaukee, Wisconsin Affluence : 17 736 Arbitres : Zach Zarba, Sean Wright, Pat Fraher | ABC |
| 7 mai 2022 15h30 EDT | Rapport | Jaylen Brown, 27 Al Horford, 16 Al Horford, 5      | Points Rebonds Passes d.                      | Giánnis Antetokoúnmpo, 42 Giánnis Antetokoúnmpo, 12 Giánnis Antetokoúnmpo, 8 |  | Fiserv Forum, Milwaukee, Wisconsin Affluence : 17 736 Arbitres : Zach Zarba, Sean Wright, Pat Fraher | ABC |

| 9 mai 2022 19h30 EDT | Rapport | Celtics de Boston 116, Bucks de Milwaukee 108       | Celtics de Boston 116, Bucks de Milwaukee 108 | Celtics de Boston 116, Bucks de Milwaukee 108                       |  | Fiserv Forum, Milwaukee, Wisconsin Affluence : 17 505 Arbitres : James Capers, Tony Brothers, Jacyn Goble | TNT |
| 9 mai 2022 19h30 EDT | Rapport | Score par quart-temps : 18-25, 29-23, 26-32, 43-28  |                                               |                                                                     |  | Fiserv Forum, Milwaukee, Wisconsin Affluence : 17 505 Arbitres : James Capers, Tony Brothers, Jacyn Goble | TNT |
| 9 mai 2022 19h30 EDT | Rapport | Score par mi-temps : 47-48, 69-60                   |                                               |                                                                     |  | Fiserv Forum, Milwaukee, Wisconsin Affluence : 17 505 Arbitres : James Capers, Tony Brothers, Jacyn Goble | TNT |
| 9 mai 2022 19h30 EDT | Rapport | Tatum, Horford, 30 Jayson Tatum, 13 Marcus Smart, 8 | Points Rebonds Passes d.                      | Giánnis Antetokoúnmpo, 34 Giánnis Antetokoúnmpo, 18 Jrue Holiday, 9 |  | Fiserv Forum, Milwaukee, Wisconsin Affluence : 17 505 Arbitres : James Capers, Tony Brothers, Jacyn Goble | TNT |

| 11 mai 2022 19h00 EDT | Rapport | Bucks de Milwaukee 110, Celtics de Boston 107              | Bucks de Milwaukee 110, Celtics de Boston 107 | Bucks de Milwaukee 110, Celtics de Boston 107       |  | TD Garden, Boston, Massachusetts Affluence : 19 156 Arbitres : Marc Davis, Josh Tiven, Mark Lindsay | TNT |
| 11 mai 2022 19h00 EDT | Rapport | Score par quart-temps : 28-26, 19-28, 30-32, 33-21         |                                               |                                                     |  | TD Garden, Boston, Massachusetts Affluence : 19 156 Arbitres : Marc Davis, Josh Tiven, Mark Lindsay | TNT |
| 11 mai 2022 19h00 EDT | Rapport | Score par mi-temps : 47-54, 63-53                          |                                               |                                                     |  | TD Garden, Boston, Massachusetts Affluence : 19 156 Arbitres : Marc Davis, Josh Tiven, Mark Lindsay | TNT |
| 11 mai 2022 19h00 EDT | Rapport | Giánnis Antetokoúnmpo, 40 Bobby Portis, 15 Jrue Holiday, 8 | Points Rebonds Passes d.                      | Jayson Tatum, 34 Horford, Brown, 8 Trois joueurs, 6 |  | TD Garden, Boston, Massachusetts Affluence : 19 156 Arbitres : Marc Davis, Josh Tiven, Mark Lindsay | TNT |

| 13 mai 2022 19h30 EDT | Rapport | Celtics de Boston 108, Bucks de Milwaukee 95       | Celtics de Boston 108, Bucks de Milwaukee 95 | Celtics de Boston 108, Bucks de Milwaukee 95                                 |  | Fiserv Forum, Milwaukee, Wisconsin Affluence : 17 681 Arbitres : Eric Lewis, Ben Taylor, Tre Maddox | ESPN |
| 13 mai 2022 19h30 EDT | Rapport | Score par quart-temps : 28-26, 25-17, 29-27, 26-25 |                                              |                                                                              |  | Fiserv Forum, Milwaukee, Wisconsin Affluence : 17 681 Arbitres : Eric Lewis, Ben Taylor, Tre Maddox | ESPN |
| 13 mai 2022 19h30 EDT | Rapport | Score par mi-temps : 53-43, 55-52                  |                                              |                                                                              |  | Fiserv Forum, Milwaukee, Wisconsin Affluence : 17 681 Arbitres : Eric Lewis, Ben Taylor, Tre Maddox | ESPN |
| 13 mai 2022 19h30 EDT | Rapport | Jayson Tatum, 46 Al Horford, 10 Marcus Smart, 7    | Points Rebonds Passes d.                     | Giánnis Antetokoúnmpo, 44 Giánnis Antetokoúnmpo, 20 Giánnis Antetokoúnmpo, 6 |  | Fiserv Forum, Milwaukee, Wisconsin Affluence : 17 681 Arbitres : Eric Lewis, Ben Taylor, Tre Maddox | ESPN |

| 15 mai 2022 15h30 EDT | Rapport | Bucks de Milwaukee 81, Celtics de Boston 109                                 | Bucks de Milwaukee 81, Celtics de Boston 109 | Bucks de Milwaukee 81, Celtics de Boston 109       |  | TD Garden, Boston, Massachusetts Affluence : 19 156 Arbitres : James Capers, Kane Fitzgerald, John Goble | ABC |
| 15 mai 2022 15h30 EDT | Rapport | Score par quart-temps : 26-20, 17-28, 21-31, 17-30                           |                                              |                                                    |  | TD Garden, Boston, Massachusetts Affluence : 19 156 Arbitres : James Capers, Kane Fitzgerald, John Goble | ABC |
| 15 mai 2022 15h30 EDT | Rapport | Score par mi-temps : 43-48, 38-61                                            |                                              |                                                    |  | TD Garden, Boston, Massachusetts Affluence : 19 156 Arbitres : James Capers, Kane Fitzgerald, John Goble | ABC |
| 15 mai 2022 15h30 EDT | Rapport | Giánnis Antetokoúnmpo, 25 Giánnis Antetokoúnmpo, 20 Giánnis Antetokoúnmpo, 9 | Points Rebonds Passes d.                     | Grant Williams, 27 Al Horford, 10 Marcus Smart, 10 |  | TD Garden, Boston, Massachusetts Affluence : 19 156 Arbitres : James Capers, Kane Fitzgerald, John Goble | ABC |
| 15 mai 2022 15h30 EDT | Rapport | Boston remporte la série 4 à 3.                                              |                                              |                                                    |  | TD Garden, Boston, Massachusetts Affluence : 19 156 Arbitres : James Capers, Kane Fitzgerald, John Goble | ABC |

Matchs de saison régulière
Égalité dans la série 2 à 2.
| 12 novembre 2021 | Rapport | Bucks de Milwaukee 113, Celtics de Boston 122 | Bucks de Milwaukee 113, Celtics de Boston 122 | Bucks de Milwaukee 113, Celtics de Boston 122 |  | TD Garden, Boston, Massachusetts |

| 13 décembre 2021 | Rapport | Bucks de Milwaukee 103, Celtics de Boston 117 | Bucks de Milwaukee 103, Celtics de Boston 117 | Bucks de Milwaukee 103, Celtics de Boston 117 |  | TD Garden, Boston, Massachusetts |

| 25 décembre 2021 | Rapport | Celtics de Boston 113, Bucks de Milwaukee 117 | Celtics de Boston 113, Bucks de Milwaukee 117 | Celtics de Boston 113, Bucks de Milwaukee 117 |  | Fiserv Forum, Milwaukee, Wisconsin |

| 7 avril 2022 | Rapport | Celtics de Boston 121, Bucks de Milwaukee 127 | Celtics de Boston 121, Bucks de Milwaukee 127 | Celtics de Boston 121, Bucks de Milwaukee 127 |  | Fiserv Forum, Milwaukee, Wisconsin |

Dernière rencontre en playoffsDemi-finale de conférence Est 2019 (Milwaukee gagne 4-1).

### Conférence Ouest

#### (1)Suns de Phoenixvs.Mavericks de Dallas(4)
| 2 mai 2022 22h00 EDT | Rapport | Mavericks de Dallas 114, Suns de Phoenix 121       | Mavericks de Dallas 114, Suns de Phoenix 121 | Mavericks de Dallas 114, Suns de Phoenix 121      |  | Footprint Center, Phoenix, Arizona Affluence : 17 071 Arbitres : Zach Zarba, Josh Tiven, Bill Kennedy | TNT |
| 2 mai 2022 22h00 EDT | Rapport | Score par quart-temps : 25-35, 31-34, 23-27, 35-25 |                                              |                                                   |  | Footprint Center, Phoenix, Arizona Affluence : 17 071 Arbitres : Zach Zarba, Josh Tiven, Bill Kennedy | TNT |
| 2 mai 2022 22h00 EDT | Rapport | Score par mi-temps : 56-69, 58-52                  |                                              |                                                   |  | Footprint Center, Phoenix, Arizona Affluence : 17 071 Arbitres : Zach Zarba, Josh Tiven, Bill Kennedy | TNT |
| 2 mai 2022 22h00 EDT | Rapport | Luka Dončić, 45 Luka Dončić, 12 Luka Dončić, 8     | Points Rebonds Passes d.                     | Deandre Ayton, 25 Devin Booker, 9 Devin Booker, 8 |  | Footprint Center, Phoenix, Arizona Affluence : 17 071 Arbitres : Zach Zarba, Josh Tiven, Bill Kennedy | TNT |

| 4 mai 2022 22h00 EDT | Rapport | Mavericks de Dallas 109, Suns de Phoenix 129       | Mavericks de Dallas 109, Suns de Phoenix 129 | Mavericks de Dallas 109, Suns de Phoenix 129  |  | Footprint Center, Phoenix, Arizona Affluence : 17 071 Arbitres : James Capers, Tony Brothers, Ben Taylor | TNT |
| 4 mai 2022 22h00 EDT | Rapport | Score par quart-temps : 28-32, 32-26, 23-31, 26-40 |                                              |                                               |  | Footprint Center, Phoenix, Arizona Affluence : 17 071 Arbitres : James Capers, Tony Brothers, Ben Taylor | TNT |
| 4 mai 2022 22h00 EDT | Rapport | Score par mi-temps : 60-58, 49-71                  |                                              |                                               |  | Footprint Center, Phoenix, Arizona Affluence : 17 071 Arbitres : James Capers, Tony Brothers, Ben Taylor | TNT |
| 4 mai 2022 22h00 EDT | Rapport | Luka Dončić, 35 Dončić, Brunson, 5 Luka Dončić, 7  | Points Rebonds Passes d.                     | Devin Booker, 30 Jae Crowder, 7 Chris Paul, 8 |  | Footprint Center, Phoenix, Arizona Affluence : 17 071 Arbitres : James Capers, Tony Brothers, Ben Taylor | TNT |

| 6 mai 2022 21h30 EDT | Rapport | Suns de Phoenix 94, Mavericks de Dallas 103        | Suns de Phoenix 94, Mavericks de Dallas 103 | Suns de Phoenix 94, Mavericks de Dallas 103      |  | American Airlines Center, Dallas, Texas Affluence : 20 077 Arbitres : Marc Davis, John Goble, Rodney Mott | ESPN |
| 6 mai 2022 21h30 EDT | Rapport | Score par quart-temps : 20-29, 24-22, 23-31, 27-21 |                                             |                                                  |  | American Airlines Center, Dallas, Texas Affluence : 20 077 Arbitres : Marc Davis, John Goble, Rodney Mott | ESPN |
| 6 mai 2022 21h30 EDT | Rapport | Score par mi-temps : 44-51, 50-52                  |                                             |                                                  |  | American Airlines Center, Dallas, Texas Affluence : 20 077 Arbitres : Marc Davis, John Goble, Rodney Mott | ESPN |
| 6 mai 2022 21h30 EDT | Rapport | Jae Crowder, 19 Deandre Ayton, 11 Devin Booker, 6  | Points Rebonds Passes d.                    | Jalen Brunson, 28 Luka Dončić, 13 Luka Dončić, 9 |  | American Airlines Center, Dallas, Texas Affluence : 20 077 Arbitres : Marc Davis, John Goble, Rodney Mott | ESPN |

| 8 mai 2022 15h30 EDT | Rapport | Suns de Phoenix 101, Mavericks de Dallas 111       | Suns de Phoenix 101, Mavericks de Dallas 111 | Suns de Phoenix 101, Mavericks de Dallas 111           |  | American Airlines Center, Dallas, Texas Affluence : 20 610 Arbitres : Kane Fitzgerald, James Williams, Curtis Blair | ESPN |
| 8 mai 2022 15h30 EDT | Rapport | Score par quart-temps : 25-37, 31-31, 22-19, 23-24 |                                              |                                                        |  | American Airlines Center, Dallas, Texas Affluence : 20 610 Arbitres : Kane Fitzgerald, James Williams, Curtis Blair | ESPN |
| 8 mai 2022 15h30 EDT | Rapport | Score par mi-temps : 56-68, 45-43                  |                                              |                                                        |  | American Airlines Center, Dallas, Texas Affluence : 20 610 Arbitres : Kane Fitzgerald, James Williams, Curtis Blair | ESPN |
| 8 mai 2022 15h30 EDT | Rapport | Devin Booker, 35 Deandre Ayton, 11 Booker, Paul, 7 | Points Rebonds Passes d.                     | Luka Dončić, 26 Dorian Finney-Smith, 8 Luka Dončić, 11 |  | American Airlines Center, Dallas, Texas Affluence : 20 610 Arbitres : Kane Fitzgerald, James Williams, Curtis Blair | ESPN |

| 10 mai 2022 22h00 EDT | Rapport | Mavericks de Dallas 80, Suns de Phoenix 110        | Mavericks de Dallas 80, Suns de Phoenix 110 | Mavericks de Dallas 80, Suns de Phoenix 110      |  | Footprint Center, Phoenix, Arizona Affluence : 17 071 Arbitres : David Guthrie, Sean Wright, Tom Washington | TNT |
| 10 mai 2022 22h00 EDT | Rapport | Score par quart-temps : 26-23, 20-26, 14-33, 20-28 |                                             |                                                  |  | Footprint Center, Phoenix, Arizona Affluence : 17 071 Arbitres : David Guthrie, Sean Wright, Tom Washington | TNT |
| 10 mai 2022 22h00 EDT | Rapport | Score par mi-temps : 46-49, 34-61                  |                                             |                                                  |  | Footprint Center, Phoenix, Arizona Affluence : 17 071 Arbitres : David Guthrie, Sean Wright, Tom Washington | TNT |
| 10 mai 2022 22h00 EDT | Rapport | Luka Dončić, 28 Luka Dončić, 11 Trois joueurs, 2   | Points Rebonds Passes d.                    | Devin Booker, 28 Deandre Ayton, 9 Chris Paul, 10 |  | Footprint Center, Phoenix, Arizona Affluence : 17 071 Arbitres : David Guthrie, Sean Wright, Tom Washington | TNT |

| 12 mai 2022 21h30 EDT | Rapport | Suns de Phoenix 86, Mavericks de Dallas 113          | Suns de Phoenix 86, Mavericks de Dallas 113 | Suns de Phoenix 86, Mavericks de Dallas 113    |  | American Airlines Center, Dallas, Texas Affluence : 20 777 Arbitres : James Capers, Courtney Kirkland, Ed Malloy | ESPN |
| 12 mai 2022 21h30 EDT | Rapport | Score par quart-temps : 25-28, 20-32, 27-34, 14-19   |                                             |                                                |  | American Airlines Center, Dallas, Texas Affluence : 20 777 Arbitres : James Capers, Courtney Kirkland, Ed Malloy | ESPN |
| 12 mai 2022 21h30 EDT | Rapport | Score par mi-temps : 45-60, 41-53                    |                                             |                                                |  | American Airlines Center, Dallas, Texas Affluence : 20 777 Arbitres : James Capers, Courtney Kirkland, Ed Malloy | ESPN |
| 12 mai 2022 21h30 EDT | Rapport | Deandre Ayton, 21 Deandre Ayton, 11 Mikal Bridges, 5 | Points Rebonds Passes d.                    | Luka Dončić, 33 Luka Dončić, 11 Luka Dončić, 8 |  | American Airlines Center, Dallas, Texas Affluence : 20 777 Arbitres : James Capers, Courtney Kirkland, Ed Malloy | ESPN |

| 15 mai 2022 20h00 EDT | Rapport | Mavericks de Dallas 123, Suns de Phoenix 90             | Mavericks de Dallas 123, Suns de Phoenix 90 | Mavericks de Dallas 123, Suns de Phoenix 90       |  | Footprint Center, Phoenix, Arizona Affluence : 17 071 Arbitres : Zach Zarba, Tony Brothers, Josh Tiven | TNT |
| 15 mai 2022 20h00 EDT | Rapport | Score par quart-temps : 27-17, 30-10, 35-23, 31-40      |                                             |                                                   |  | Footprint Center, Phoenix, Arizona Affluence : 17 071 Arbitres : Zach Zarba, Tony Brothers, Josh Tiven | TNT |
| 15 mai 2022 20h00 EDT | Rapport | Score par mi-temps : 57-27, 66-63                       |                                             |                                                   |  | Footprint Center, Phoenix, Arizona Affluence : 17 071 Arbitres : Zach Zarba, Tony Brothers, Josh Tiven | TNT |
| 15 mai 2022 20h00 EDT | Rapport | Luka Dončić, 35 Luka Dončić, 10 Dončić, Finney-Smith, 4 | Points Rebonds Passes d.                    | Cameron Johnson, 12 JaVale McGee, 6 Chris Paul, 4 |  | Footprint Center, Phoenix, Arizona Affluence : 17 071 Arbitres : Zach Zarba, Tony Brothers, Josh Tiven | TNT |
| 15 mai 2022 20h00 EDT | Rapport | Dallas remporte la série 4 à 3.                         |                                             |                                                   |  | Footprint Center, Phoenix, Arizona Affluence : 17 071 Arbitres : Zach Zarba, Tony Brothers, Josh Tiven | TNT |

Matchs de saison régulière
Phoenix remporte la série 3 à 0.
| 18 novembre 2021 | Rapport | Mavericks de Dallas 98, Suns de Phoenix 105 | Mavericks de Dallas 98, Suns de Phoenix 105 | Mavericks de Dallas 98, Suns de Phoenix 105 |  | Footprint Center, Phoenix, Arizona |

| 20 novembre 2021 | Rapport | Mavericks de Dallas 104, Suns de Phoenix 112 | Mavericks de Dallas 104, Suns de Phoenix 112 | Mavericks de Dallas 104, Suns de Phoenix 112 |  | Footprint Center, Phoenix, Arizona |

| 20 janvier 2022 | Rapport | Suns de Phoenix 109, Mavericks de Dallas 101 | Suns de Phoenix 109, Mavericks de Dallas 101 | Suns de Phoenix 109, Mavericks de Dallas 101 |  | American Airlines Center, Dallas, Texas |

Dernière rencontre en playoffsFinale de conférence Ouest 2006 (Dallas gagne 4-2).

#### (2)Grizzlies de Memphisvs.Warriors de Golden State(3)
| 1er mai 2022 15h30 EDT | Rapport | Warriors de Golden State 117, Grizzlies de Memphis 116 | Warriors de Golden State 117, Grizzlies de Memphis 116 | Warriors de Golden State 117, Grizzlies de Memphis 116 |  | FedExForum, Memphis, Tennessee Affluence : 17 794 Arbitres : Kane Fitzgerald, James Williams, Gediminas Petraitis | ABC |
| 1er mai 2022 15h30 EDT | Rapport | Score par quart-temps : 24-32, 31-29, 36-29, 26-26     |                                                        |                                                        |  | FedExForum, Memphis, Tennessee Affluence : 17 794 Arbitres : Kane Fitzgerald, James Williams, Gediminas Petraitis | ABC |
| 1er mai 2022 15h30 EDT | Rapport | Score par mi-temps : 55-61, 62-55                      |                                                        |                                                        |  | FedExForum, Memphis, Tennessee Affluence : 17 794 Arbitres : Kane Fitzgerald, James Williams, Gediminas Petraitis | ABC |
| 1er mai 2022 15h30 EDT | Rapport | Jordan Poole, 31 Trois joueurs, 8 Jordan Poole, 9      | Points Rebonds Passes d.                               | Ja Morant, 34 Jaren Jackson Jr., 10 Ja Morant, 10      |  | FedExForum, Memphis, Tennessee Affluence : 17 794 Arbitres : Kane Fitzgerald, James Williams, Gediminas Petraitis | ABC |

| 3 mai 2022 21h30 EDT | Rapport | Warriors de Golden State 101, Grizzlies de Memphis 106 | Warriors de Golden State 101, Grizzlies de Memphis 106 | Warriors de Golden State 101, Grizzlies de Memphis 106 |  | FedExForum, Memphis, Tennessee Affluence : 17 794 Arbitres : Scott Foster, Eric Lewis, Mitchell Ervin | TNT |
| 3 mai 2022 21h30 EDT | Rapport | Score par quart-temps : 25-33, 26-23, 26-21, 24-29     |                                                        |                                                        |  | FedExForum, Memphis, Tennessee Affluence : 17 794 Arbitres : Scott Foster, Eric Lewis, Mitchell Ervin | TNT |
| 3 mai 2022 21h30 EDT | Rapport | Score par mi-temps : 51-56, 50-50                      |                                                        |                                                        |  | FedExForum, Memphis, Tennessee Affluence : 17 794 Arbitres : Scott Foster, Eric Lewis, Mitchell Ervin | TNT |
| 3 mai 2022 21h30 EDT | Rapport | Stephen Curry, 27 Draymond Green, 10 Stephen Curry, 8  | Points Rebonds Passes d.                               | Ja Morant, 47 Morant, Melton, 8 Ja Morant, 8           |  | FedExForum, Memphis, Tennessee Affluence : 17 794 Arbitres : Scott Foster, Eric Lewis, Mitchell Ervin | TNT |

| 7 mai 2022 20h30 EDT | Rapport | Grizzlies de Memphis 112, Warriors de Golden State 142 | Grizzlies de Memphis 112, Warriors de Golden State 142 | Grizzlies de Memphis 112, Warriors de Golden State 142 |  | Chase Center, San Francisco, Californie Affluence : 18 064 Arbitres : David Guthrie, Courtney Kirkland, Tre Maddox | ABC |
| 7 mai 2022 20h30 EDT | Rapport | Score par quart-temps : 28-26, 29-38, 23-37, 32-41     |                                                        |                                                        |  | Chase Center, San Francisco, Californie Affluence : 18 064 Arbitres : David Guthrie, Courtney Kirkland, Tre Maddox | ABC |
| 7 mai 2022 20h30 EDT | Rapport | Score par mi-temps : 57-64, 55-78                      |                                                        |                                                        |  | Chase Center, San Francisco, Californie Affluence : 18 064 Arbitres : David Guthrie, Courtney Kirkland, Tre Maddox | ABC |
| 7 mai 2022 20h30 EDT | Rapport | Ja Morant, 34 Williams, Melton, 4 Ja Morant, 7         | Points Rebonds Passes d.                               | Stephen Curry, 30 Klay Thompson, 9 Draymond Green, 8   |  | Chase Center, San Francisco, Californie Affluence : 18 064 Arbitres : David Guthrie, Courtney Kirkland, Tre Maddox | ABC |

| 9 mai 2022 22h00 EDT | Rapport | Grizzlies de Memphis 98, Warriors de Golden State 101   | Grizzlies de Memphis 98, Warriors de Golden State 101 | Grizzlies de Memphis 98, Warriors de Golden State 101 |  | Chase Center, San Francisco, Californie Affluence : 18 064 Arbitres : Marc Davis, John Goble, Karl Lane, Justin Van Duyne | TNT |
| 9 mai 2022 22h00 EDT | Rapport | Score par quart-temps : 24-20, 17-18, 28-24, 29-39      |                                                       |                                                       |  | Chase Center, San Francisco, Californie Affluence : 18 064 Arbitres : Marc Davis, John Goble, Karl Lane, Justin Van Duyne | TNT |
| 9 mai 2022 22h00 EDT | Rapport | Score par mi-temps : 41-38, 57-63                       |                                                       |                                                       |  | Chase Center, San Francisco, Californie Affluence : 18 064 Arbitres : Marc Davis, John Goble, Karl Lane, Justin Van Duyne | TNT |
| 9 mai 2022 22h00 EDT | Rapport | Jaren Jackson Jr., 21 Steven Adams, 15 Dillon Brooks, 8 | Points Rebonds Passes d.                              | Stephen Curry, 32 Draymond Green, 11 Stephen Curry, 8 |  | Chase Center, San Francisco, Californie Affluence : 18 064 Arbitres : Marc Davis, John Goble, Karl Lane, Justin Van Duyne | TNT |

| 11 mai 2022 21h30 EDT | Rapport | Warriors de Golden State 95, Grizzlies de Memphis 134 | Warriors de Golden State 95, Grizzlies de Memphis 134 | Warriors de Golden State 95, Grizzlies de Memphis 134 |  | FedExForum, Memphis, Tennessee Affluence : 17 794 Arbitres : Zach Zarba, Tony Brothers, Bill Kennedy | TNT |
| 11 mai 2022 21h30 EDT | Rapport | Score par quart-temps : 28-38, 22-39, 17-42, 28-15    |                                                       |                                                       |  | FedExForum, Memphis, Tennessee Affluence : 17 794 Arbitres : Zach Zarba, Tony Brothers, Bill Kennedy | TNT |
| 11 mai 2022 21h30 EDT | Rapport | Score par mi-temps : 50-77, 45-57                     |                                                       |                                                       |  | FedExForum, Memphis, Tennessee Affluence : 17 794 Arbitres : Zach Zarba, Tony Brothers, Bill Kennedy | TNT |
| 11 mai 2022 21h30 EDT | Rapport | Klay Thompson, 19 Draymond Green, 7 Draymond Green 5  | Points Rebonds Passes d.                              | Trois joueurs, 21 Steven Adams, 13 Tyus Jones, 9      |  | FedExForum, Memphis, Tennessee Affluence : 17 794 Arbitres : Zach Zarba, Tony Brothers, Bill Kennedy | TNT |

| 13 mai 2022 22h00 EDT | Rapport | Grizzlies de Memphis 96, Warriors de Golden State 110 | Grizzlies de Memphis 96, Warriors de Golden State 110 | Grizzlies de Memphis 96, Warriors de Golden State 110 |  | Chase Center, San Francisco, Californie Affluence : 18 064 Arbitres : Kane Fitzgerald, Josh Tiven, James Williams | ESPN |
| 13 mai 2022 22h00 EDT | Rapport | Score par quart-temps : 26-30, 25-23, 26-25, 19-32    |                                                       |                                                       |  | Chase Center, San Francisco, Californie Affluence : 18 064 Arbitres : Kane Fitzgerald, Josh Tiven, James Williams | ESPN |
| 13 mai 2022 22h00 EDT | Rapport | Score par mi-temps : 51-53, 45-57                     |                                                       |                                                       |  | Chase Center, San Francisco, Californie Affluence : 18 064 Arbitres : Kane Fitzgerald, Josh Tiven, James Williams | ESPN |
| 13 mai 2022 22h00 EDT | Rapport | Dillon Brooks, 30 Steven Adams, 10 Tyus Jones, 8      | Points Rebonds Passes d.                              | Klay Thompson, 30 Kevon Looney, 22 Draymond Green, 8  |  | Chase Center, San Francisco, Californie Affluence : 18 064 Arbitres : Kane Fitzgerald, Josh Tiven, James Williams | ESPN |
| 13 mai 2022 22h00 EDT | Rapport | Golden State remporte la série 4 à 2.                 |                                                       |                                                       |  | Chase Center, San Francisco, Californie Affluence : 18 064 Arbitres : Kane Fitzgerald, Josh Tiven, James Williams | ESPN |

Matchs de saison régulière
Memphis remporte la série 3 à 1.
| 28 octobre 2021 | Rapport | Grizzlies de Memphis 104, Warriors de Golden State 101 | Grizzlies de Memphis 104, Warriors de Golden State 101 | Grizzlies de Memphis 104, Warriors de Golden State 101 |  | Chase Center, San Francisco, Californie |

| 23 décembre 2021 | Rapport | Grizzlies de Memphis 104, Warriors de Golden State 113 | Grizzlies de Memphis 104, Warriors de Golden State 113 | Grizzlies de Memphis 104, Warriors de Golden State 113 |  | Chase Center, San Francisco, Californie |

| 11 janvier 2022 | Rapport | Warriors de Golden State 108, Grizzlies de Memphis 116 | Warriors de Golden State 108, Grizzlies de Memphis 116 | Warriors de Golden State 108, Grizzlies de Memphis 116 |  | FedExForum, Memphis, Tennessee |

| 28 mars 2022 | Rapport | Warriors de Golden State 95, Grizzlies de Memphis 123 | Warriors de Golden State 95, Grizzlies de Memphis 123 | Warriors de Golden State 95, Grizzlies de Memphis 123 |  | FedExForum, Memphis, Tennessee |

Dernière rencontre en playoffsDemi-finale de conférence Ouest 2015 (Golden State gagne 4-2).

## Finales de conférence

### Conférence Est

#### (1)Heat de Miamivs.Celtics de Boston(2)
| 17 mai 2022 20h30 EDT | Rapport | Celtics de Boston 107, Heat de Miami 118           | Celtics de Boston 107, Heat de Miami 118 | Celtics de Boston 107, Heat de Miami 118         |  | FTX Arena, Miami, Floride Affluence : 19 774 Arbitres : Zach Zarba, Tony Brothers, Ed Malloy | ESPN |
| 17 mai 2022 20h30 EDT | Rapport | Score par quart-temps : 28-25, 34-29, 14-39, 31-25 |                                          |                                                  |  | FTX Arena, Miami, Floride Affluence : 19 774 Arbitres : Zach Zarba, Tony Brothers, Ed Malloy | ESPN |
| 17 mai 2022 20h30 EDT | Rapport | Score par mi-temps : 62-54, 45-64                  |                                          |                                                  |  | FTX Arena, Miami, Floride Affluence : 19 774 Arbitres : Zach Zarba, Tony Brothers, Ed Malloy | ESPN |
| 17 mai 2022 20h30 EDT | Rapport | Jayson Tatum, 29 Jaylen Brown, 10 Jayson Tatum, 6  | Points Rebonds Passes d.                 | Jimmy Butler, 41 Jimmy Butler, 9 Jimmy Butler, 5 |  | FTX Arena, Miami, Floride Affluence : 19 774 Arbitres : Zach Zarba, Tony Brothers, Ed Malloy | ESPN |

| 19 mai 2022 20h30 EDT | Rapport | Celtics de Boston 127, Heat de Miami 102           | Celtics de Boston 127, Heat de Miami 102 | Celtics de Boston 127, Heat de Miami 102          |  | FTX Arena, Miami, Floride Affluence : 20 100 Arbitres : Bill Kennedy, David Guthrie, John Goble | ESPN |
| 19 mai 2022 20h30 EDT | Rapport | Score par quart-temps : 35-24, 35-21, 26-26, 31-31 |                                          |                                                   |  | FTX Arena, Miami, Floride Affluence : 20 100 Arbitres : Bill Kennedy, David Guthrie, John Goble | ESPN |
| 19 mai 2022 20h30 EDT | Rapport | Score par mi-temps : 70-45, 57-57                  |                                          |                                                   |  | FTX Arena, Miami, Floride Affluence : 20 100 Arbitres : Bill Kennedy, David Guthrie, John Goble | ESPN |
| 19 mai 2022 20h30 EDT | Rapport | Jayson Tatum, 27 Marcus Smart, 9 Marcus Smart, 12  | Points Rebonds Passes d.                 | Jimmy Butler, 29 Bam Adebayo, 9 Quatre joueurs, 3 |  | FTX Arena, Miami, Floride Affluence : 20 100 Arbitres : Bill Kennedy, David Guthrie, John Goble | ESPN |

| 21 mai 2022 20h30 EDT | Rapport | Heat de Miami 109, Celtics de Boston 103           | Heat de Miami 109, Celtics de Boston 103 | Heat de Miami 109, Celtics de Boston 103        |  | TD Garden, Boston, Massachusetts Affluence : 19 156 Arbitres : James Capers, Curtis Blair, James Williams | ABC |
| 21 mai 2022 20h30 EDT | Rapport | Score par quart-temps : 39-18, 23-29, 25-25, 22-31 |                                          |                                                 |  | TD Garden, Boston, Massachusetts Affluence : 19 156 Arbitres : James Capers, Curtis Blair, James Williams | ABC |
| 21 mai 2022 20h30 EDT | Rapport | Score par mi-temps : 61-47, 47-56                  |                                          |                                                 |  | TD Garden, Boston, Massachusetts Affluence : 19 156 Arbitres : James Capers, Curtis Blair, James Williams | ABC |
| 21 mai 2022 20h30 EDT | Rapport | Bam Adebayo, 31 Bam Adebayo, 10 Adebayo, Lowry, 6  | Points Rebonds Passes d.                 | Jaylen Brown, 40 Al Horford, 14 Marcus Smart, 7 |  | TD Garden, Boston, Massachusetts Affluence : 19 156 Arbitres : James Capers, Curtis Blair, James Williams | ABC |

| 23 mai 2022 20h30 EDT | Rapport | Heat de Miami 82, Celtics de Boston 102            | Heat de Miami 82, Celtics de Boston 102 | Heat de Miami 82, Celtics de Boston 102          |  | TD Garden, Boston, Massachusetts Affluence : 19 156 Arbitres : Scott Foster, Kane Fitzgerald, Pat Fraher | ABC |
| 23 mai 2022 20h30 EDT | Rapport | Score par quart-temps : 11-29, 22-28, 19-19, 30-26 |                                         |                                                  |  | TD Garden, Boston, Massachusetts Affluence : 19 156 Arbitres : Scott Foster, Kane Fitzgerald, Pat Fraher | ABC |
| 23 mai 2022 20h30 EDT | Rapport | Score par mi-temps : 33-57, 49-45                  |                                         |                                                  |  | TD Garden, Boston, Massachusetts Affluence : 19 156 Arbitres : Scott Foster, Kane Fitzgerald, Pat Fraher | ABC |
| 23 mai 2022 20h30 EDT | Rapport | Victor Oladipo, 23 Jimmy Butler, 7 Gabe Vincent, 7 | Points Rebonds Passes d.                | Jayson Tatum, 31 Al Horford, 13 Derrick White, 6 |  | TD Garden, Boston, Massachusetts Affluence : 19 156 Arbitres : Scott Foster, Kane Fitzgerald, Pat Fraher | ABC |

| 25 mai 2022 20h30 EDT | Rapport | Celtics de Boston 93, Heat de Miami 80             | Celtics de Boston 93, Heat de Miami 80 | Celtics de Boston 93, Heat de Miami 80           |  | FTX Arena, Miami, Floride Affluence : 19 819 Arbitres : Marc Davis, Josh Tiven, Mark Lindsay | ESPN |
| 25 mai 2022 20h30 EDT | Rapport | Score par quart-temps : 17-19, 20-23, 32-16, 24-22 |                                        |                                                  |  | FTX Arena, Miami, Floride Affluence : 19 819 Arbitres : Marc Davis, Josh Tiven, Mark Lindsay | ESPN |
| 25 mai 2022 20h30 EDT | Rapport | Score par mi-temps : 37-42, 56-38                  |                                        |                                                  |  | FTX Arena, Miami, Floride Affluence : 19 819 Arbitres : Marc Davis, Josh Tiven, Mark Lindsay | ESPN |
| 25 mai 2022 20h30 EDT | Rapport | Jaylen Brown, 25 Jayson Tatum, 12 Jayson Tatum, 9  | Points Rebonds Passes d.               | Bam Adebayo, 18 P. J. Tucker, 11 Jimmy Butler, 4 |  | FTX Arena, Miami, Floride Affluence : 19 819 Arbitres : Marc Davis, Josh Tiven, Mark Lindsay | ESPN |

| 27 mai 2022 20h30 EDT | Rapport | Heat de Miami 111, Celtics de Boston 103           | Heat de Miami 111, Celtics de Boston 103 | Heat de Miami 111, Celtics de Boston 103            |  | TD Garden, Boston, Massachusetts Affluence : 19 156 Arbitres : Zach Zarba, Eric Lewis, Courtney Kirkland | ESPN |
| 27 mai 2022 20h30 EDT | Rapport | Score par quart-temps : 29-22, 19-24, 34-29, 29-28 |                                          |                                                     |  | TD Garden, Boston, Massachusetts Affluence : 19 156 Arbitres : Zach Zarba, Eric Lewis, Courtney Kirkland | ESPN |
| 27 mai 2022 20h30 EDT | Rapport | Score par mi-temps : 48-46, 63-57                  |                                          |                                                     |  | TD Garden, Boston, Massachusetts Affluence : 19 156 Arbitres : Zach Zarba, Eric Lewis, Courtney Kirkland | ESPN |
| 27 mai 2022 20h30 EDT | Rapport | Jimmy Butler, 47 Butler, Adebayo, 9 Kyle Lowry, 10 | Points Rebonds Passes d.                 | Jayson Tatum, 30 Tatum, Horford, 9 Trois joueurs, 5 |  | TD Garden, Boston, Massachusetts Affluence : 19 156 Arbitres : Zach Zarba, Eric Lewis, Courtney Kirkland | ESPN |

| 29 mai 2022 20h30 EDT | Rapport | Celtics de Boston 100, Heat de Miami 96            | Celtics de Boston 100, Heat de Miami 96 | Celtics de Boston 100, Heat de Miami 96         |  | FTX Arena, Miami, Floride Affluence : 20 200 Arbitres : Scott Foster, James Capers, David Guthrie | ESPN |
| 29 mai 2022 20h30 EDT | Rapport | Score par quart-temps : 32-17, 23-32, 27-26, 18-21 |                                         |                                                 |  | FTX Arena, Miami, Floride Affluence : 20 200 Arbitres : Scott Foster, James Capers, David Guthrie | ESPN |
| 29 mai 2022 20h30 EDT | Rapport | Score par mi-temps : 55-49, 45-47                  |                                         |                                                 |  | FTX Arena, Miami, Floride Affluence : 20 200 Arbitres : Scott Foster, James Capers, David Guthrie | ESPN |
| 29 mai 2022 20h30 EDT | Rapport | Jayson Tatum, 26 Al Horford, 14 Tatum, Brown, 6    | Points Rebonds Passes d.                | Jimmy Butler, 35 Bam Adebayo, 11 Bam Adebayo, 4 |  | FTX Arena, Miami, Floride Affluence : 20 200 Arbitres : Scott Foster, James Capers, David Guthrie | ESPN |
| 29 mai 2022 20h30 EDT | Rapport | Boston remporte la série 4 à 3.                    |                                         |                                                 |  | FTX Arena, Miami, Floride Affluence : 20 200 Arbitres : Scott Foster, James Capers, David Guthrie | ESPN |

Matchs de saison régulière
Boston remporte la série 2 à 1.
| 4 novembre 2021 | Rapport | Celtics de Boston 95, Heat de Miami 78 | Celtics de Boston 95, Heat de Miami 78 | Celtics de Boston 95, Heat de Miami 78 |  | FTX Arena, Miami, Floride |

| 31 janvier 2022 | Rapport | Heat de Miami 92, Celtics de Boston 122 | Heat de Miami 92, Celtics de Boston 122 | Heat de Miami 92, Celtics de Boston 122 |  | TD Garden, Boston, Massachusetts |

| 30 mars 2022 | Rapport | Heat de Miami 106, Celtics de Boston 98 | Heat de Miami 106, Celtics de Boston 98 | Heat de Miami 106, Celtics de Boston 98 |  | TD Garden, Boston, Massachusetts |

Dernière rencontre en playoffsFinale de conférence Est 2020 (Miami gagne 4-2).

### Conférence Ouest

#### (3)Warriors de Golden Statevs.Mavericks de Dallas(4)
| 18 mai 2022 21h00 EDT | Rapport | Mavericks de Dallas 87, Warriors de Golden State 112       | Mavericks de Dallas 87, Warriors de Golden State 112 | Mavericks de Dallas 87, Warriors de Golden State 112 |  | Chase Center, San Francisco, Californie Affluence : 18 064 Arbitres : James Capers, Courtney Kirkland, Mark Lindsay | TNT |
| 18 mai 2022 21h00 EDT | Rapport | Score par quart-temps : 18-28, 27-26, 24-34, 18-24         |                                                      |                                                      |  | Chase Center, San Francisco, Californie Affluence : 18 064 Arbitres : James Capers, Courtney Kirkland, Mark Lindsay | TNT |
| 18 mai 2022 21h00 EDT | Rapport | Score par mi-temps : 45-54, 42-58                          |                                                      |                                                      |  | Chase Center, San Francisco, Californie Affluence : 18 064 Arbitres : James Capers, Courtney Kirkland, Mark Lindsay | TNT |
| 18 mai 2022 21h00 EDT | Rapport | Luka Dončić, 20 Dončić, Finney-Smith, 7 Brunson, Dončić, 4 | Points Rebonds Passes d.                             | Stephen Curry, 21 Stephen Curry, 12 Trois joueurs, 4 |  | Chase Center, San Francisco, Californie Affluence : 18 064 Arbitres : James Capers, Courtney Kirkland, Mark Lindsay | TNT |

| 20 mai 2022 21h00 EDT | Rapport | Mavericks de Dallas 117, Warriors de Golden State 126 | Mavericks de Dallas 117, Warriors de Golden State 126 | Mavericks de Dallas 117, Warriors de Golden State 126 |  | Chase Center, San Francisco, Californie Affluence : 18 064 Arbitres : Eric Lewis, Brian Forte, Kane Fitzgerald, Ben Taylor | TNT |
| 20 mai 2022 21h00 EDT | Rapport | Score par quart-temps : 32-25, 40-33, 13-25, 32-43    |                                                       |                                                       |  | Chase Center, San Francisco, Californie Affluence : 18 064 Arbitres : Eric Lewis, Brian Forte, Kane Fitzgerald, Ben Taylor | TNT |
| 20 mai 2022 21h00 EDT | Rapport | Score par mi-temps : 72-58, 45-68                     |                                                       |                                                       |  | Chase Center, San Francisco, Californie Affluence : 18 064 Arbitres : Eric Lewis, Brian Forte, Kane Fitzgerald, Ben Taylor | TNT |
| 20 mai 2022 21h00 EDT | Rapport | Luka Dončić, 42 Dorian Finney-Smith, 8 Luka Dončić, 8 | Points Rebonds Passes d.                              | Stephen Curry, 32 Kevon Looney, 12 Cinq joueurs, 5    |  | Chase Center, San Francisco, Californie Affluence : 18 064 Arbitres : Eric Lewis, Brian Forte, Kane Fitzgerald, Ben Taylor | TNT |

| 22 mai 2022 21h00 EDT | Rapport | Warriors de Golden State 109, Mavericks de Dallas 100 | Warriors de Golden State 109, Mavericks de Dallas 100 | Warriors de Golden State 109, Mavericks de Dallas 100 |  | American Airlines Center, Dallas, Texas Affluence : 20 813 Arbitres : Marc Davis, Josh Tiven, Tyler Ford | TNT |
| 22 mai 2022 21h00 EDT | Rapport | Score par quart-temps : 25-22, 23-25, 30-21, 31-32    |                                                       |                                                       |  | American Airlines Center, Dallas, Texas Affluence : 20 813 Arbitres : Marc Davis, Josh Tiven, Tyler Ford | TNT |
| 22 mai 2022 21h00 EDT | Rapport | Score par mi-temps : 48-47, 61-53                     |                                                       |                                                       |  | American Airlines Center, Dallas, Texas Affluence : 20 813 Arbitres : Marc Davis, Josh Tiven, Tyler Ford | TNT |
| 22 mai 2022 21h00 EDT | Rapport | Stephen Curry, 31 Kevon Looney, 12 Stephen Curry, 11  | Points Rebonds Passes d.                              | Luka Dončić, 40 Luka Dončić, 11 Reggie Bullock, 4     |  | American Airlines Center, Dallas, Texas Affluence : 20 813 Arbitres : Marc Davis, Josh Tiven, Tyler Ford | TNT |

| 24 mai 2022 21h00 EDT | Rapport | Warriors de Golden State 109, Mavericks de Dallas 119  | Warriors de Golden State 109, Mavericks de Dallas 119 | Warriors de Golden State 109, Mavericks de Dallas 119 |  | American Airlines Center, Dallas, Texas Affluence : 20 810 Arbitres : Zach Zarba, David Guthrie, Sean Wright | TNT |
| 24 mai 2022 21h00 EDT | Rapport | Score par quart-temps : 24-28, 23-34, 23-37, 39-20     |                                                       |                                                       |  | American Airlines Center, Dallas, Texas Affluence : 20 810 Arbitres : Zach Zarba, David Guthrie, Sean Wright | TNT |
| 24 mai 2022 21h00 EDT | Rapport | Score par mi-temps : 47-62, 62-57                      |                                                       |                                                       |  | American Airlines Center, Dallas, Texas Affluence : 20 810 Arbitres : Zach Zarba, David Guthrie, Sean Wright | TNT |
| 24 mai 2022 21h00 EDT | Rapport | Stephen Curry, 20 Jonathan Kuminga, 8 Stephen Curry, 8 | Points Rebonds Passes d.                              | Luka Dončić, 30 Luka Dončić, 14 Luka Dončić, 9        |  | American Airlines Center, Dallas, Texas Affluence : 20 810 Arbitres : Zach Zarba, David Guthrie, Sean Wright | TNT |

| 26 mai 2022 21h00 EDT | Rapport | Mavericks de Dallas 110, Warriors de Golden State 120 | Mavericks de Dallas 110, Warriors de Golden State 120 | Mavericks de Dallas 110, Warriors de Golden State 120 |  | Chase Center, San Francisco, Californie Affluence : 18 064 Arbitres : Scott Foster, John Goble, Curtis Blair | TNT |
| 26 mai 2022 21h00 EDT | Rapport | Score par quart-temps : 23-28, 29-41, 32-25, 26-26    |                                                       |                                                       |  | Chase Center, San Francisco, Californie Affluence : 18 064 Arbitres : Scott Foster, John Goble, Curtis Blair | TNT |
| 26 mai 2022 21h00 EDT | Rapport | Score par mi-temps : 52-69, 58-51                     |                                                       |                                                       |  | Chase Center, San Francisco, Californie Affluence : 18 064 Arbitres : Scott Foster, John Goble, Curtis Blair | TNT |
| 26 mai 2022 21h00 EDT | Rapport | Luka Dončić, 28 Luka Dončić, 9 Luka Dončić, 6         | Points Rebonds Passes d.                              | Klay Thompson, 32 Kevon Looney, 18 Curry, Green, 9    |  | Chase Center, San Francisco, Californie Affluence : 18 064 Arbitres : Scott Foster, John Goble, Curtis Blair | TNT |
| 26 mai 2022 21h00 EDT | Rapport | Golden State remporte la série 4 à 1.                 |                                                       |                                                       |  | Chase Center, San Francisco, Californie Affluence : 18 064 Arbitres : Scott Foster, John Goble, Curtis Blair | TNT |

Matchs de saison régulière
Dallas remporte la série 2 à 1.
| 5 janvier 2022 | Rapport | Warriors de Golden State 82, Mavericks de Dallas 99 | Warriors de Golden State 82, Mavericks de Dallas 99 | Warriors de Golden State 82, Mavericks de Dallas 99 |  | American Airlines Center, Dallas, Texas |

| 25 janvier 2022 | Rapport | Mavericks de Dallas 92, Warriors de Golden State 130 | Mavericks de Dallas 92, Warriors de Golden State 130 | Mavericks de Dallas 92, Warriors de Golden State 130 |  | Chase Center, San Francisco, Californie |

| 27 février 2022 | Rapport | Mavericks de Dallas 107, Warriors de Golden State 101 | Mavericks de Dallas 107, Warriors de Golden State 101 | Mavericks de Dallas 107, Warriors de Golden State 101 |  | Chase Center, San Francisco, Californie |

Dernière rencontre en playoffsPremier tour de conférence Ouest 2007 (Golden State gagne 4-2).

## Finales NBA: (E2)Celtics de Bostonvs (W3)Warriors de Golden State
| 2 juin 2022 21h00 EDT | Rapport | Celtics de Boston 120, Warriors de Golden State 108 | Celtics de Boston 120, Warriors de Golden State 108 | Celtics de Boston 120, Warriors de Golden State 108   |  | Chase Center, San Francisco, Californie Affluence : 18 064 Arbitres : Marc Davis, John Goble, James Williams | ABC |
| 2 juin 2022 21h00 EDT | Rapport | Score par quart-temps : 28-32, 28-22, 24-38, 40-16  |                                                     |                                                       |  | Chase Center, San Francisco, Californie Affluence : 18 064 Arbitres : Marc Davis, John Goble, James Williams | ABC |
| 2 juin 2022 21h00 EDT | Rapport | Score par mi-temps : 56-54, 64-54                   |                                                     |                                                       |  | Chase Center, San Francisco, Californie Affluence : 18 064 Arbitres : Marc Davis, John Goble, James Williams | ABC |
| 2 juin 2022 21h00 EDT | Rapport | Al Horford, 26 Jaylen Brown, 7 Jayson Tatum, 13     | Points Rebonds Passes d.                            | Stephen Curry, 34 Draymond Green, 11 Trois joueurs, 5 |  | Chase Center, San Francisco, Californie Affluence : 18 064 Arbitres : Marc Davis, John Goble, James Williams | ABC |

| 5 juin 2022 20h00 EDT | Rapport | Celtics de Boston 88, Warriors de Golden State 107 | Celtics de Boston 88, Warriors de Golden State 107 | Celtics de Boston 88, Warriors de Golden State 107  |  | Chase Center, San Francisco, Californie Affluence : 18 064 Arbitres : Zach Zarba, Tony Brothers, Josh Tiven | ABC |
| 5 juin 2022 20h00 EDT | Rapport | Score par quart-temps : 30-31, 20-21, 14-35, 24-20 |                                                    |                                                     |  | Chase Center, San Francisco, Californie Affluence : 18 064 Arbitres : Zach Zarba, Tony Brothers, Josh Tiven | ABC |
| 5 juin 2022 20h00 EDT | Rapport | Score par mi-temps : 50-52, 38-55                  |                                                    |                                                     |  | Chase Center, San Francisco, Californie Affluence : 18 064 Arbitres : Zach Zarba, Tony Brothers, Josh Tiven | ABC |
| 5 juin 2022 20h00 EDT | Rapport | Jayson Tatum, 28 Al Horford, 8 Marcus Smart, 5     | Points Rebonds Passes d.                           | Stephen Curry, 29 Kevon Looney, 7 Draymond Green, 7 |  | Chase Center, San Francisco, Californie Affluence : 18 064 Arbitres : Zach Zarba, Tony Brothers, Josh Tiven | ABC |

| 8 juin 2022 21h00 EDT | Rapport | Warriors de Golden State 100, Celtics de Boston 116 | Warriors de Golden State 100, Celtics de Boston 116 | Warriors de Golden State 100, Celtics de Boston 116      |  | TD Garden, Boston, Massachusetts Affluence : 19 156 Arbitres : Scott Foster, David Guthrie, Courtney Kirkland | ABC |
| 8 juin 2022 21h00 EDT | Rapport | Score par quart-temps : 22-33, 34-35, 33-25, 11-23  |                                                     |                                                          |  | TD Garden, Boston, Massachusetts Affluence : 19 156 Arbitres : Scott Foster, David Guthrie, Courtney Kirkland | ABC |
| 8 juin 2022 21h00 EDT | Rapport | Score par mi-temps : 56-68, 44-48                   |                                                     |                                                          |  | TD Garden, Boston, Massachusetts Affluence : 19 156 Arbitres : Scott Foster, David Guthrie, Courtney Kirkland | ABC |
| 8 juin 2022 21h00 EDT | Rapport | Stephen Curry, 31 Wiggins, Looney, 7 Otto Porter, 4 | Points Rebonds Passes d.                            | Jaylen Brown, 27 Robert Williams III, 10 Jayson Tatum, 9 |  | TD Garden, Boston, Massachusetts Affluence : 19 156 Arbitres : Scott Foster, David Guthrie, Courtney Kirkland | ABC |

| 10 juin 2022 21h00 EDT | Rapport | Warriors de Golden State 107, Celtics de Boston 97     | Warriors de Golden State 107, Celtics de Boston 97 | Warriors de Golden State 107, Celtics de Boston 97       |  | TD Garden, Boston, Massachusetts Affluence : 19 156 Arbitres : James Capers, Kane Fitzgerald, Eric Lewis | ABC |
| 10 juin 2022 21h00 EDT | Rapport | Score par quart-temps : 27-28, 22-26, 30-24, 28-19     |                                                    |                                                          |  | TD Garden, Boston, Massachusetts Affluence : 19 156 Arbitres : James Capers, Kane Fitzgerald, Eric Lewis | ABC |
| 10 juin 2022 21h00 EDT | Rapport | Score par mi-temps : 49-54, 58-43                      |                                                    |                                                          |  | TD Garden, Boston, Massachusetts Affluence : 19 156 Arbitres : James Capers, Kane Fitzgerald, Eric Lewis | ABC |
| 10 juin 2022 21h00 EDT | Rapport | Stephen Curry, 43 Andrew Wiggins, 16 Draymond Green, 8 | Points Rebonds Passes d.                           | Jayson Tatum, 23 Robert Williams III, 12 Jayson Tatum, 6 |  | TD Garden, Boston, Massachusetts Affluence : 19 156 Arbitres : James Capers, Kane Fitzgerald, Eric Lewis | ABC |

| 13 juin 2022 21h00 EDT | Rapport | Celtics de Boston 94, Warriors de Golden State 104 | Celtics de Boston 94, Warriors de Golden State 104 | Celtics de Boston 94, Warriors de Golden State 104     |  | Chase Center, San Francisco, Californie Affluence : 18 064 Arbitres : Marc Davis, Tony Brothers, Josh Tiven | ABC |
| 13 juin 2022 21h00 EDT | Rapport | Score par quart-temps : 16-27, 23-24, 35-24, 20-29 |                                                    |                                                        |  | Chase Center, San Francisco, Californie Affluence : 18 064 Arbitres : Marc Davis, Tony Brothers, Josh Tiven | ABC |
| 13 juin 2022 21h00 EDT | Rapport | Score par mi-temps : 39-51, 55-53                  |                                                    |                                                        |  | Chase Center, San Francisco, Californie Affluence : 18 064 Arbitres : Marc Davis, Tony Brothers, Josh Tiven | ABC |
| 13 juin 2022 21h00 EDT | Rapport | Jayson Tatum, 27 Jayson Tatum, 10 Tatum, Brown, 4  | Points Rebonds Passes d.                           | Andrew Wiggins, 26 Andrew Wiggins, 13 Stephen Curry, 8 |  | Chase Center, San Francisco, Californie Affluence : 18 064 Arbitres : Marc Davis, Tony Brothers, Josh Tiven | ABC |

| 16 juin 2022 21h00 EDT | Rapport | Warriors de Golden State 103, Celtics de Boston 90     | Warriors de Golden State 103, Celtics de Boston 90 | Warriors de Golden State 103, Celtics de Boston 90 |  | TD Garden, Boston, Massachusetts Affluence : 19 156 Arbitres : Zach Zarba, David Guthrie, John Goble | ABC |
| 16 juin 2022 21h00 EDT | Rapport | Score par quart-temps : 27-22, 27-17, 22-27, 27-24     |                                                    |                                                    |  | TD Garden, Boston, Massachusetts Affluence : 19 156 Arbitres : Zach Zarba, David Guthrie, John Goble | ABC |
| 16 juin 2022 21h00 EDT | Rapport | Score par mi-temps : 54-39, 49-51                      |                                                    |                                                    |  | TD Garden, Boston, Massachusetts Affluence : 19 156 Arbitres : Zach Zarba, David Guthrie, John Goble | ABC |
| 16 juin 2022 21h00 EDT | Rapport | Stephen Curry, 34 Draymond Green, 12 Draymond Green, 8 | Points Rebonds Passes d.                           | Jaylen Brown, 34 Al Horford, 14 Marcus Smart, 9    |  | TD Garden, Boston, Massachusetts Affluence : 19 156 Arbitres : Zach Zarba, David Guthrie, John Goble | ABC |
| 16 juin 2022 21h00 EDT | Rapport | Golden State remporte la série 4 à 2.                  |                                                    |                                                    |  | TD Garden, Boston, Massachusetts Affluence : 19 156 Arbitres : Zach Zarba, David Guthrie, John Goble | ABC |

Matchs de saison régulière
Égalité dans la série 1 à 1.
| 17 décembre 2021 | Rapport | Warriors de Golden State 111, Celtics de Boston 107 | Warriors de Golden State 111, Celtics de Boston 107 | Warriors de Golden State 111, Celtics de Boston 107 |  | TD Garden, Boston, Massachusetts |

| 16 mars 2022 | Rapport | Celtics de Boston 110, Warriors de Golden State 88 | Celtics de Boston 110, Warriors de Golden State 88 | Celtics de Boston 110, Warriors de Golden State 88 |  | Chase Center, San Francisco, Californie |

Dernière rencontre en playoffsFinales NBA 1964 (Boston gagne 4-1).

## Récompenses
- NBA Finals Most Valuable Player Award :   Stephen Curry (Warriors de Golden State)
- Larry Bird Eastern Conference Finals MVP :  Jayson Tatum (Celtics de Boston)
- Magic Johnson Western Conference Finals MVP :  Stephen Curry (Warriors de Golden State)[23]